# Bob Esponja
Bob Esponja (en inglés: SpongeBob SquarePants) es una serie de televisión animada estadounidense bidimensional creada por el educador y animador de ciencias marinas Stephen Hillenburg que se estrenó en Nickelodeon como un adelanto después de los Kids Choice Awards 1999 el 1 de mayo de 1999 y se estrenó oficialmente el 17 de julio de 1999. Narra las aventuras de Bob Esponja: una esponja marina amarilla enérgica y optimista que vive en una piña sumergida con su mascota Gary en la ciudad ficticia de Fondo de Bikini junto a sus amigos acuáticos. La serie recibió elogios de la crítica mundial y ganó popularidad en su segunda temporada. A partir de 2019, la serie es la quinta serie animada estadounidense de mayor duración. Su popularidad la convirtió en una franquicia multimedia, la serie de Nickelodeon mejor calificada y la propiedad intelectual más rentable para Paramount Consumer Products. En 2019, había generado más de 13 mil millones de dólares en ingresos por merchandising.
Muchas de las ideas de la serie se originaron en The Intertidal Zone, un cómic educativo inédito que Hillenburg creó en 1989 para enseñar a sus alumnos sobre la vida submarina. Hillenburg se unió a Nickelodeon en 1992 como artista en La vida moderna de Rocko. Después de que Rocko fuera cancelado en 1996, comenzó a desarrollar Bob Esponja en una serie de televisión ese mismo año; y en 1997, le propusieron a Nickelodeon un piloto de siete minutos. Los ejecutivos de la cadena querían que Bob Esponja fuera un niño en la escuela, pero Hillenburg prefirió que fuera un personaje adulto. Estaba dispuesto a abandonar la serie, pero se comprometió a crear una escuela de navegación para que Bob Esponja pudiera asistir a la escuela cuando fuera adulto.
La serie ha tenido un total de trece temporadas y ha inspirado tres largometrajes: Bob Esponja: la película (2004), Bob Esponja: Un héroe fuera del agua (2015) y Sponge on the Run (2020). Dos series derivadas, Kamp Koral: SpongeBob's Under Years y The Patrick Star Show, se estrenaron en 2021. A partir de febrero de 2022, están previstas cuatro películas adicionales: tres películas derivadas de personajes para Paramount+ y Netflix, y una película teatral de Bob Esponja. La decimocuarta temporada de la serie principal se anunció en marzo de 2022, y se estrenó en noviembre de 2023. En septiembre de 2023, el programa se renovó para una decimoquinta temporada.
Bob Esponja ha ganado una variedad de premios, incluidos seis premios Annie, ocho premios Golden Reel, cuatro premios Emmy, dos premios BAFTA para niños y veinte premios Kids' Choice Awards, que batieron récords. Un musical de Broadway basado en él se estrenó en 2017 con gran éxito de crítica. La serie también se destaca por tener un profundo impacto en la Generación Z.

## Premisa

### Personajes
La serie gira en torno al personaje principal y un reparto coral por sus amigos acuáticos. Narra las aventuras de Bob Esponja: una esponja marina amarilla enérgica y optimista que vive en una piña sumergida en una ciudad ficticia llamada Fondo de Bikini. Bob Esponja tiene un entusiasmo infantil por la vida, que se traslada a su trabajo como cocinero en un restaurante de comida rápida llamado Krusty Krab. Uno de los mayores objetivos de su vida es obtener una licencia de conducción de barcos en la escuela de navegación de la Sra. Puff, pero nunca lo consigue. Sus pasatiempos favoritos incluyen la «pesca de medusas», que consiste en atrapar medusas con una red de manera similar a la captura de mariposas y soplar pompas de jabón en formas elaboradas. Tiene como mascota un caracol marino con un caparazón rosa y un cuerpo azul llamado Gary, que maúlla como un gato.
A dos casas de Bob Esponja vive su mejor amigo Patricio Estrella, una estrella de mar rosa tonta pero amigable que reside debajo de una roca. A pesar de sus reveses mentales, Patricio se considera inteligente. Calamardo, el vecino de Bob Esponja y compañero de trabajo en el Krusty Krab, es un pulpo arrogante y de mal genio que vive en un moái de la Isla de Pascua. Le gusta tocar el clarinete y pintar autorretratos, pero odia su trabajo como cajero. No le gusta vivir entre Bob Esponja y Patricio debido a su naturaleza infantil. El dueño del Krusty Krab es un cangrejo rojo avaro y codicioso llamado Mr. Krabs que habla como un marinero y dirige su restaurante como si fuera un barco pirata. Es padre soltero y tiene una hija adolescente, un cachalote gris con lápiz labial rojo y cola de caballo amarilla llamada Perla, a quien quiere legar sus riquezas. Pearl no quiere continuar con el negocio familiar y prefiere dedicar su tiempo a escuchar música o trabajar en el centro comercial local. Otro de los amigos de Bob Esponja es Arenita Mejillas, una ardilla atlética y buscadora de emociones de Texas, que viste un traje de buceo lleno de aire para respirar bajo el agua. Vive en un árbol encerrada en una cúpula de cristal transparente cerrada por un sello hermético hecho a mano y es una experta en kárate.
Ubicado frente al Krusty Krab hay un restaurante rival sin éxito llamado Chum Bucket. Está dirigido por un pequeño copépodo verde de un solo ojo llamado Plankton y su esposa informática, Karen. Plankton intenta constantemente robar la receta secreta de las populares hamburguesas Cangreburger de Mr. Krabs, con la esperanza de tomar ventaja y sacar al Krusty Krab del negocio. Karen le propone malvados planes para obtener la fórmula, pero sus esfuerzos siempre fracasan y su restaurante rara vez tiene clientes. Cuando Bob Esponja no está trabajando en el Krusty Krab, suele recibir lecciones de navegación de la Sra. Puff, un pez globo paranoico pero paciente. Bob Esponja es el alumno más diligente de la Sra. Puff y conoce todas las respuestas de los exámenes orales que realiza, pero entra en pánico y se estrella cuando intenta conducir un barco de verdad. Una figura invisible llamada el Narrador francés a menudo presenta episodios y narra los intertítulos como si la serie fuera un documental de naturaleza sobre el océano. Su papel y su forma distintiva de hablar son referencias al oceanógrafo Jacques Cousteau.
A lo largo de la serie aparecen personajes invitados recurrentes, entre ellos: los superhéroes retirados Sirenoman y Chico Percebe, que son idolatrados por Bob Esponja y Patricio; un espectro pirata conocido como el Holandés Errante; el musculoso salvavidas de Goo Lagoon, Larry la Langosta; y el dios tritón del mar, el rey Neptuno. Los episodios especiales (generalmente de media hora o de una hora) del programa son presentados por un pirata de acción real llamado Parche y su loro mascota Potty, cuyos segmentos se presentan en una narrativa dual con las historias animadas. Parche es retratado como el presidente de un club de aficionados ficticio de Bob Esponja, y su mayor aspiración es conocer al propio Bob Esponja. A Potty le gusta burlarse del entusiasmo de Parche y le causa problemas mientras intenta presentar el programa.

### Escenario
La serie se desarrolla principalmente en la ciudad submarina bentónica de Fondo de Bikini ubicada en el Océano Pacífico debajo del arrecife de coral real conocido como Atolón Bikini. Sus ciudadanos son en su mayoría peces multicolores que viven en edificios hechos con embudos de barcos y utilizan «barcos móviles», una combinación de automóviles y barcos, como medio de transporte. Las ubicaciones recurrentes dentro de Fondo de Bikini incluyen las casas vecinas de Bob Esponja, Patricio y Calamardo; dos restaurantes competidores, el Krusty Krab y el Chum Bucket; Mrs. Puff's Boating School, que incluye un curso de conducción y un faro hundido; el Treedome, un recinto de cristal oxigenado donde vive Arenita, la ardilla; Casa de descanso Shady Shoals; una pradera de pastos marinos llamada Jellyfish Fields; y Goo Lagoon, una piscina subacuática de salmuera que es un popular lugar de reunión en la playa.
Cuando el equipo comenzó la producción del episodio piloto se les asignó la tarea de diseñar ubicaciones de stock, para ser utilizadas repetidamente, donde tendrían lugar la mayoría de las escenas como el Crustáceo Cascarudo y la casa de la piña de Bob Esponja. La idea era «mantener todo náutico», por lo que el equipo utilizó cuerdas, tablas de madera, ruedas de barcos, redes, anclas, placas de caldera y remaches para crear el escenario. Las transiciones entre escenas están marcadas por burbujas que llenan la pantalla, acompañadas por el sonido del agua corriendo.
La serie presenta «las flores del cielo» como fondo principal. Cuando le preguntaron al diseñador, Kenny Pittenger, qué eran, respondió: «En cierto modo funcionan como nubes, pero dado que la serie se desarrolla bajo el agua, en realidad no lo son. Debido a la cultura tiki, por lo que los pintores de fondo debieron utilizar muchos patrones». Pittenger dijo que las flores del cielo debían «evocar el aspecto de una camisa hawaiana con estampado de flores».

## Producción

### Desarrollo

#### Inspiraciones tempranas

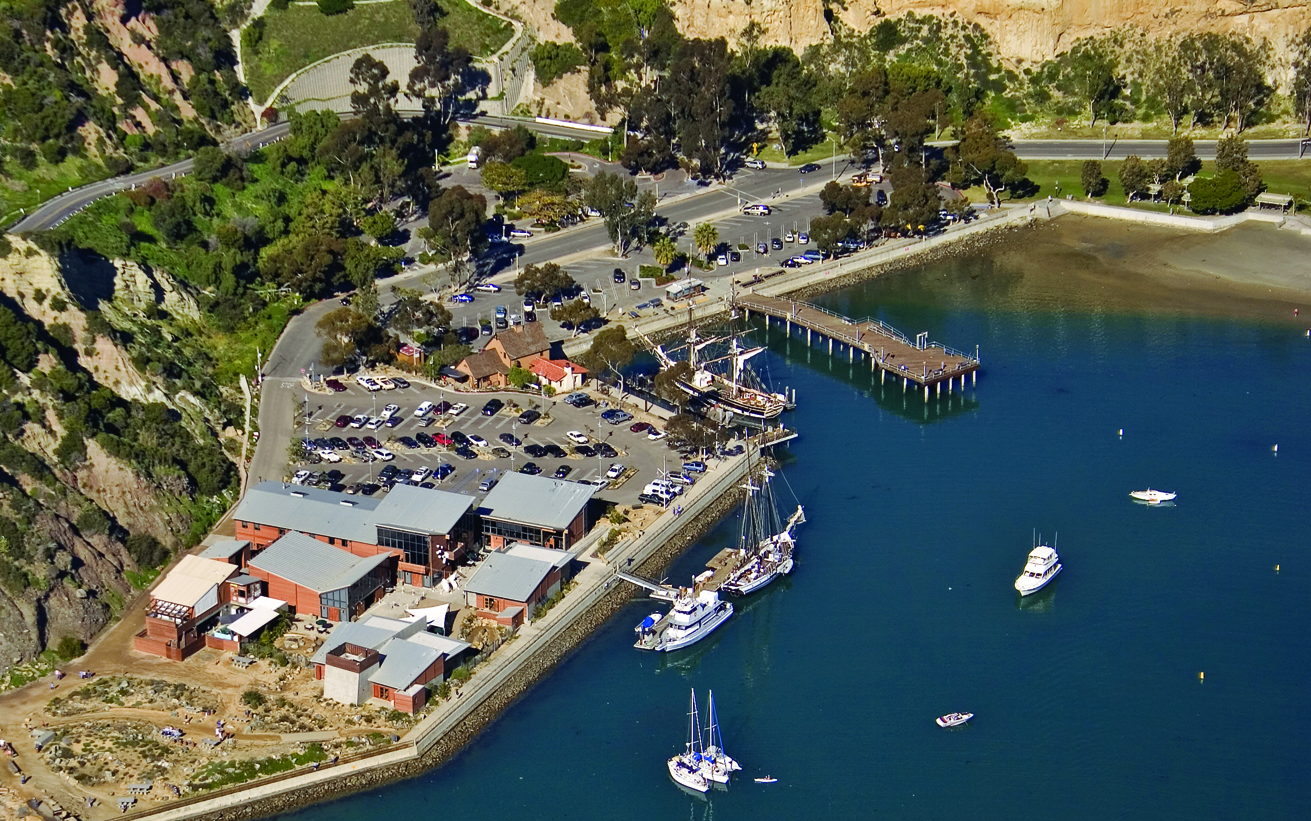
Antes de crear Bob Esponja, Stephen Hillenburg enseñó biología marina a los visitantes del Ocean Institute (ubicado en Dana Point, California).

El creador de la serie, Stephen Hillenburg, quedó fascinado con el océano cuando era niño y comenzó a desarrollar sus habilidades artísticas a una edad temprana. Aunque estos intereses no se superpondrían durante algún tiempo (la idea de dibujar peces le parecía aburrida), Hillenburg se dedicó a ambos durante la universidad, especializándose en biología marina y especializándose en arte. Después de graduarse en 1984, se unió al Ocean Institute, una organización en Dana Point (California), dedicada a educar al público sobre las ciencias marinas y la historia marítima.
Mientras Hillenburg estuvo allí, su amor por el océano comenzó a influir en su arte. Creó un precursor de Bob Esponja: un cómic titulado The Intertidal Zone utilizado por el instituto para enseñar a los estudiantes visitantes sobre la vida animal de las pozas de marea. El cómic estaba protagonizado por varias formas de vida marina antropomórficas, muchas de las cuales evolucionarían hasta convertirse en personajes de Bob Esponja. Hillenburg intentó publicar el cómic de forma profesional, pero ninguna de las empresas a las que lo envió estaba interesada.
Una gran inspiración para Hillenburg fue el álbum de Ween de 1997, The Mollusk, que tenía un tema náutico y submarino. Hillenburg se puso en contacto con la banda poco después del lanzamiento del álbum, les explicó las ideas básicas de Bob Esponja y también solicitó una canción de la banda, que enviaron en Nochebuena. Esta canción fue «Loop de Loop», que se usó en el episodio «Your Shoe's Untied».

#### Concepción
Mientras trabajaba como artista en el Ocean Institute, Hillenburg tenía planes de regresar eventualmente a la universidad para obtener una maestría en arte. Antes de que esto pudiera materializarse, asistió a un festival de animación, lo que lo inspiró a hacer un ligero cambio de rumbo. En lugar de continuar su educación con un programa de arte tradicional, Hillenburg decidió estudiar animación experimental en el Instituto de las Artes de California. Su película de tesis, Wormholes, trata sobre la teoría de la relatividad. Se proyectó en festivales y en uno de ellos Hillenburg conoció a Joe Murray, creador de la popular serie animada de Nickelodeon, La vida moderna de Rocko. Murray quedó impresionado por el estilo de la película y le ofreció un trabajo a Hillenburg. Hillenburg se unió a la serie como director y posteriormente, durante la cuarta temporada, asumió los roles de productor y director creativo.
Martin Olson, uno de los escritores de La vida moderna de Rocko, leyó The Intertidal Zone y animó a Hillenburg a crear una serie de televisión con un concepto similar. En ese momento, Hillenburg ni siquiera se había planteado crear su propia serie. Sin embargo, se dio cuenta de que, si alguna vez lo hacía, éste sería el mejor enfoque. Comenzó a desarrollar algunos de los personajes de The Intertidal Zone, incluido el «locutor» del cómic, Bob la Esponja. Quería que su serie se destacara de los dibujos animados más populares de la época, que en su opinión estaban ejemplificados por comedias de amigos como The Ren & Stimpy Show. Como resultado, Hillenburg decidió centrarse en un único personaje principal: la criatura marina «más extraña» que se le ocurrió. Esto lo llevó a la esponja. Bob la Esponja de The Intertidal Zone se parece a una esponja marina real y, al principio, Hillenburg continuó usando este diseño. Para determinar el comportamiento del nuevo personaje, Hillenburg se inspiró en figuras inocentes e infantiles que le gustaban, como Charlie Chaplin, el Gordo y el Flaco, Jerry Lewis y Pee-wee Herman. Luego consideró modelar el personaje a partir de una esponja de cocina y se dio cuenta de que esta idea encajaría perfectamente con la personalidad cuadrada del personaje. Patricio, Mr. Krabs, Perla y Calamardo fueron los siguientes personajes que Hillenburg creó para el programa.
Para darle voz al personaje central de la serie, Hillenburg recurrió a Tom Kenny, cuya carrera en animación había comenzado junto a la de Hillenburg en La vida moderna de Rocko. Se emplearon elementos de la propia personalidad de Kenny para desarrollar aún más el personaje. Inicialmente, Hillenburg quería usar el nombre de SpongeBoy (el personaje no tenía apellido) y la serie debía llamarse SpongeBoy Ahoy! Sin embargo, el departamento legal de Nickelodeon descubrió, después de completar la actuación de voz para el episodio piloto original de siete minutos, que el nombre «SpongeBoy» ya tenía derechos de autor. Al elegir un nombre de reemplazo, Hillenburg sintió que todavía tenía que usar la palabra «Esponja» para que los espectadores no lo confundieran con un «hombre de queso» debido a su aspecto. Se decidió por el nombre «Bob Esponja». «SquarePants» («Pantalones Cuadrados») fue elegido como apellido después de que Kenny vio una foto del personaje y comentó: «Chico, mira esta esponja con pantalones cuadrados, pensando que puede conseguir un trabajo en un lugar de comida rápida». Cuando escuchó a Kenny decirlo, a Hillenburg le encantó la frase y sintió que reforzaría el carácter nerd del personaje.

#### Reunir a la tripulación
Derek Drymon, quien se desempeñó como director creativo durante las tres primeras temporadas, dijo que Hillenburg quería rodearse de un «equipo de gente joven y hambrienta». Muchos de los principales contribuyentes a Bob Esponja habían trabajado antes con Hillenburg en La vida moderna de Rocko, entre ellos: Drymon, el director de arte Nick Jennings, el director supervisor Alan Smart, el escritor y actor de doblaje Doug Lawrence (a menudo acreditado como Mr. Lawrence), y Tim Hill, quien ayudó a desarrollar la biblia de la serie.
Aunque Drymon tendría una influencia significativa en Bob Esponja, inicialmente no le ofrecieron un papel en la serie. Como recluta tardío de La vida moderna de Rocko, no había establecido mucha relación con Hillenburg antes de la concepción de Bob Esponja. Hillenburg buscó por primera vez al compañero de guion gráfico de Drymon, Mark O'Hare, pero acababa de crear la tira cómica que pronto se distribuiría, Citizen Dog. Si bien más tarde se uniría a Bob Esponja como escritor, le faltó tiempo para involucrarse en ambos proyectos desde el principio. Drymon ha dicho: «Recuerdo que Hillenburg se lo llevó a Mark a nuestra oficina y le preguntó si estaría interesado en trabajar en ello... Estaba listo para decir que sí a la oferta, pero Steve no preguntó; simplemente salió de la habitación. Yo estaba bastante desesperado... así que corrí al pasillo tras él y básicamente le rogué por el trabajo. Él no aprovechó la oportunidad». Una vez que Hillenburg lo pensó un poco y decidió contratar a Drymon como director creativo, los dos comenzaron a reunirse en la casa de Hillenburg varias veces a la semana para desarrollar la serie. Drymon ha identificado que este período comenzó en 1996, poco después del final de La vida moderna de Rocko.
Jennings también jugó un papel decisivo en la génesis de Bob Esponja. Kenny lo ha llamado «uno de los primeros mentores gráficos de Bob Esponja». Los fines de semana, Kenny se unía a Hillenburg, Jennings y Drymon para sesiones creativas en las que grababan ideas en una grabadora. Kenny realizó pruebas de audio como Bob Esponja durante estas sesiones, mientras que Hillenburg interpretó la voz de los otros personajes.
Hill contribuyó con guiones para varios episodios de la primera temporada (incluido el piloto) y le ofrecieron el puesto de editor de historias, pero lo rechazó; seguiría una carrera como director de cine familiar. En su lugar, contrataron a Pete Burns para el trabajo. Burns provenía de Chicago y nunca había conocido a ninguno de los jugadores principales de Bob Esponja antes de unirse al equipo.

#### Presentación
Mientras presentaba la caricatura a los ejecutivos de Nickelodeon, Hillenburg se puso una camisa hawaiana, trajo un «terrario submarino con modelos de los personajes» y tocó música hawaiana para establecer el tema. El ejecutivo de Nickelodeon, Eric Coleman, describió la configuración como «bastante sorprendente». Les dieron dinero y dos semanas para escribir el episodio piloto «Help Wanted». Drymon, Hillenberg y el animador Jennings regresaron con lo que el ejecutivo de la compañía Albie Hecht describió como «una actuación que desearía tener grabada». Kevin Kay y Hecht tuvieron que salir porque estaban «agotados de reír», algo que preocupó a los dibujantes.
En una entrevista, Cyma Zarghami, entonces presidente de Nickelodeon, dijo que «su reacción inmediata [los ejecutivos de Nickelodeon] fue verlo de nuevo, porque les gustó y porque no se parecía a nada que hubieran visto antes». Zarghami fue uno de los cuatro ejecutivos en la sala cuando se proyectó Bob Esponja por primera vez.
Antes de encargar la serie completa, los ejecutivos de Nickelodeon insistieron en que no sería popular a menos que Bob Esponja fuera un niño que iba a la escuela, con su maestra como personaje principal. Hillenburg recordó en 2012 que Nickelodeon le dijo: «Nuestra fórmula ganadora es la animación sobre niños en la escuela... Queremos que pongas a Bob Esponja en la escuela». Hillenburg estaba dispuesto a «abandonar» Nickelodeon y abandonar la serie, ya que quería que Bob Esponja fuera un personaje adulto. Finalmente se comprometió al agregar un nuevo personaje al elenco principal, la Sra. Puff, que es profesora de conducción de barcos. Hillenburg estaba contento con el compromiso y dijo: «Una cosa positiva para mí que surgió fue [cómo trajo] un nuevo personaje, la Sra. Puff, a quien amo».

### Productores ejecutivos y showrunners

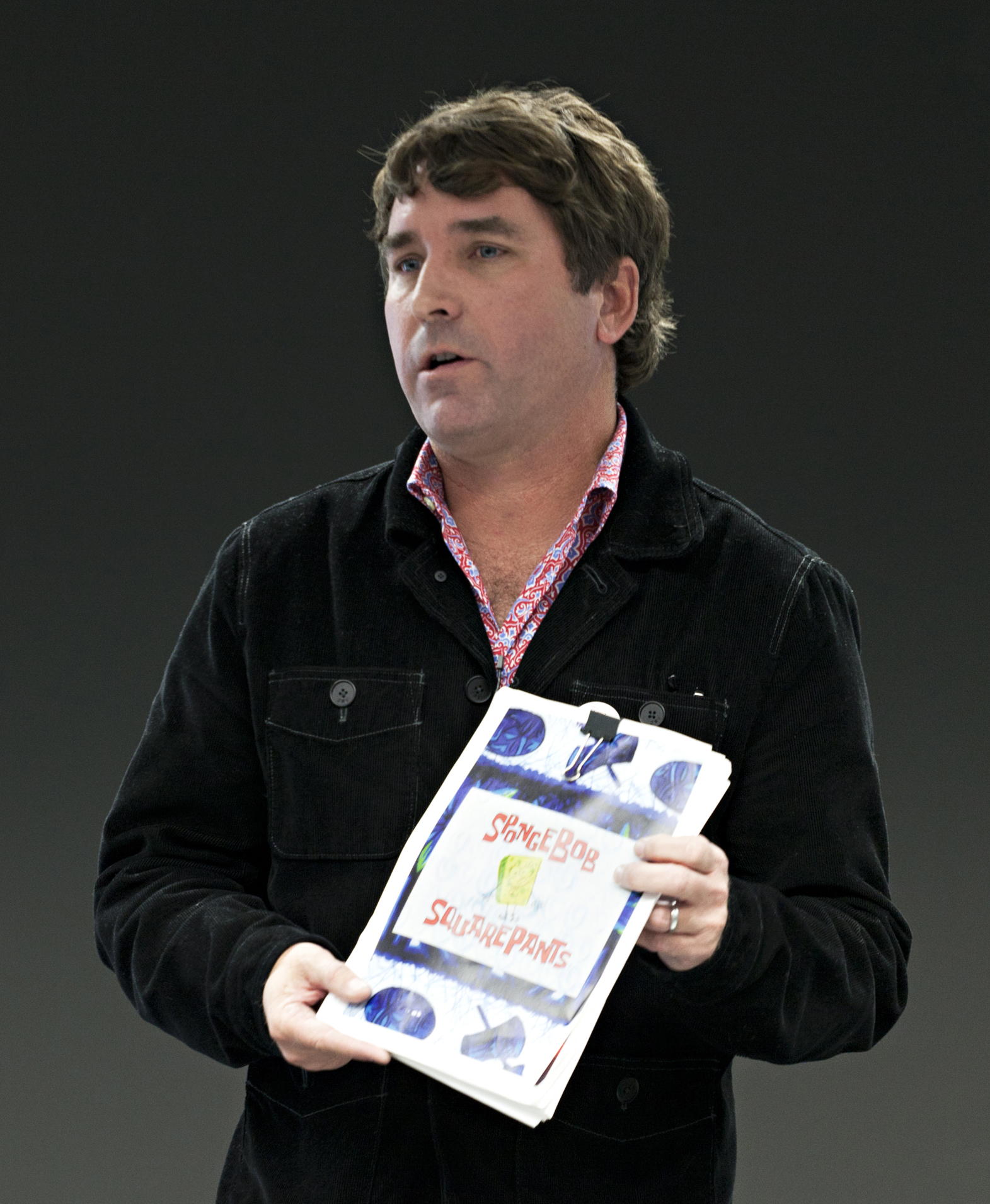
Stephen Hillenburg, creador de Bob Esponja

Hasta su muerte en 2018, Hillenburg se había desempeñado como productor ejecutivo durante toda la historia de la serie y funcionó como su showrunner desde su debut en 1999 hasta 2004. La serie hizo una pausa en 2002, después de que Hillenburg detuviera la producción del programa. para trabajar en el largometraje Bob Esponja: la película Una vez finalizada la película y terminada la tercera temporada, Hillenburg renunció como showrunner de la serie. Aunque ya no tuvo un papel directo en la producción de la serie, mantuvo un rol de asesor y revisó cada episodio.
| Llegó un punto en el que sentí que había contribuido mucho y dije lo que quería decir. En ese momento, el programa necesitaba sangre nueva, así que seleccioné a Paul [Tibbitt] para producir. Confié totalmente en él. Siempre disfruté la forma en que capturó el sentido del humor del personaje de Bob Esponja. Y como escritor, tienes que seguir adelante: estoy desarrollando nuevos proyectos. |

Cuando se completó la película, Hillenburg pretendía que fuera el final de la serie, «para que [el programa] no se saltara el tiburón». Sin embargo, Nickelodeon quería más episodios. Hillenburg nombró a Paul Tibbitt, quien anteriormente había trabajado en el programa como escritor, director y artista de guiones gráficos, para que asumiera su papel de showrunner y produjera temporadas adicionales. Hillenburg consideraba a Tibbitt uno de sus miembros favoritos del equipo del programa, y «confiaba totalmente en él».
El 13 de diciembre de 2014 se anunció que Hillenburg regresaría a la serie en un puesto no especificado. El 26 de noviembre de 2018, a la edad de 57 años, Hillenburg murió por complicaciones de la esclerosis lateral amiotrófica (ELA), que le habían diagnosticado en marzo de 2017. Nickelodeon confirmó a través de Twitter que la serie continuaría después de su muerte. En febrero de 2019, el presidente entrante Brian Robbins prometió que Nickelodeon mantendría el programa en producción mientras existiera la cadena. A partir de la novena temporada, los ex escritores y directores de guiones gráficos Vincent Waller y Marc Ceccarelli actúan como showrunners.

### Escritura
Según el escritor y dibujante de guiones gráficos Luke Brookshier, «Bob Esponja está escrito de manera diferente a muchos programas de televisión». A diferencia de la mayoría de sus contemporáneos, Bob Esponja no utiliza guiones escritos. En cambio, las historias son desarrolladas por un equipo de cinco redactores de esquemas y premisas. Luego se asigna un esquema de dos páginas a un equipo de directores de guiones gráficos, quienes producen un borrador completo del guion gráfico. Uno de los métodos utilizados para armar los guiones gráficos fue utilizar notas Post-it. Brookshier ha comparado este proceso con cómo se hacían los dibujos animados «en los primeros días de la animación».
La decisión de evitar guiones por guiones gráficos es una que Hillenburg tomó al principio del desarrollo de la serie. La vida moderna de Rockotambién había utilizado guiones gráficos derivados de esquemas cortos, y después de haber trabajado en esa serie, Hillenburg estaba convencido de adoptar el proceso para Bob Esponja, a pesar de que Nickelodeon estaba comenzando a mostrar una mayor preferencia por los dibujos animados basados en guiones. El escritor de otra serie, Merriwether Williams, explicó en una entrevista que ella y Mr. Lawrence escribirían un borrador para un episodio en una tarde y lo terminarían a las 4:00 p. m..
El personal de redacción utilizó a menudo sus experiencias personales como inspiración para las historias de los episodios de la serie. Por ejemplo, el episodio «Sailor Mouth», donde Bob Esponja y Patricio aprenden malas palabras, se inspiró en la experiencia del director creativo Derek Drymon cuando era niño y se metió en problemas por usar la palabra f delante de su madre. Drymon dijo: «La escena en la que Patricio corre hacia Mr. Krabs para contarle, con Bob Esponja persiguiéndolo, es más o menos como sucedió en la vida real». El final del episodio, cuando Mr. Krab usa aún más malas palabras que Bob Esponja y Patricio, se inspiró «en el hecho de que mi madre [de Drymon] tiene una boca de marinero». La idea del episodio «The Secret Box» también surgió de una de las experiencias de la infancia de Drymon. Hillenburg explicó: «Drymon tenía una caja secreta [cuando era niño] y empezó a contarnos sobre ella. Queríamos burlarnos de él y usarla». Casi todos los episodios se dividen en dos segmentos de 11 minutos. Hillenburg explicó: «[Yo] nunca quise intentar deliberadamente escribir un programa de media hora». Añadió: «Escribí los programas donde me parecían correctos».

### Actores de doblaje

Miembros del reparto
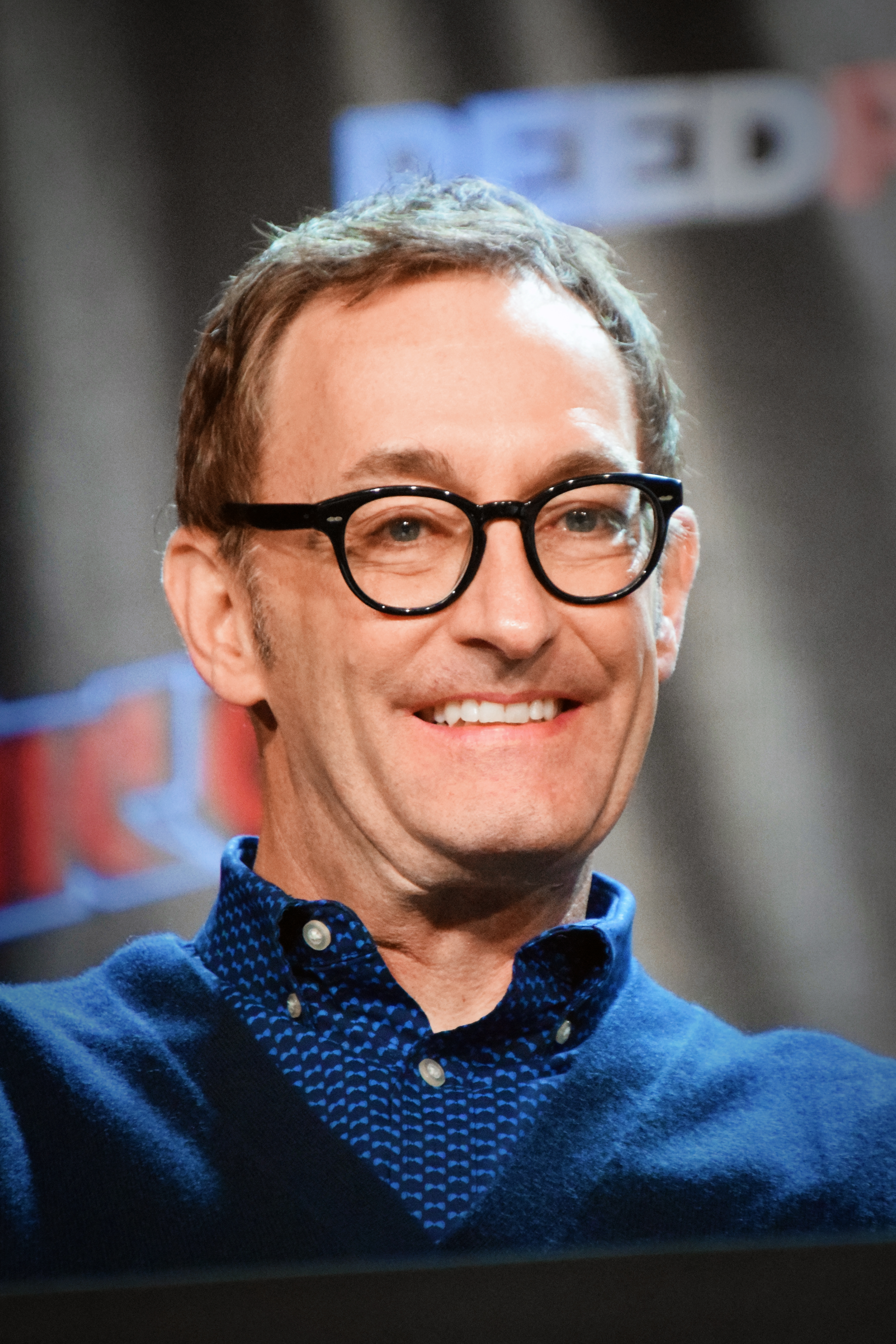
Tom Kenny, como Bob Esponja, Gary, narrador francés, Parche el Pirata, voces adicionales
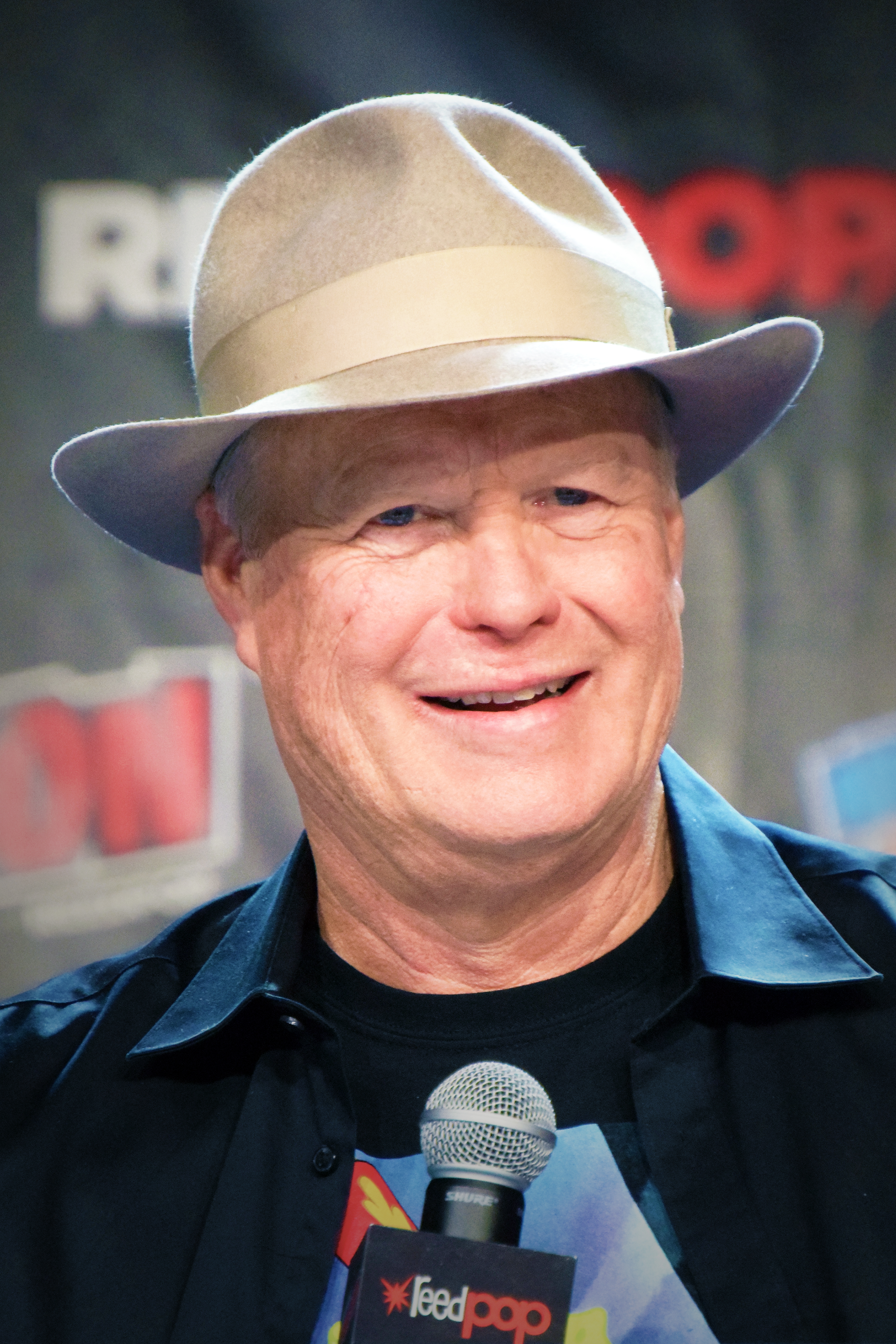
Bill Fagerbakke, como Patricio Estrella, voces adicionales
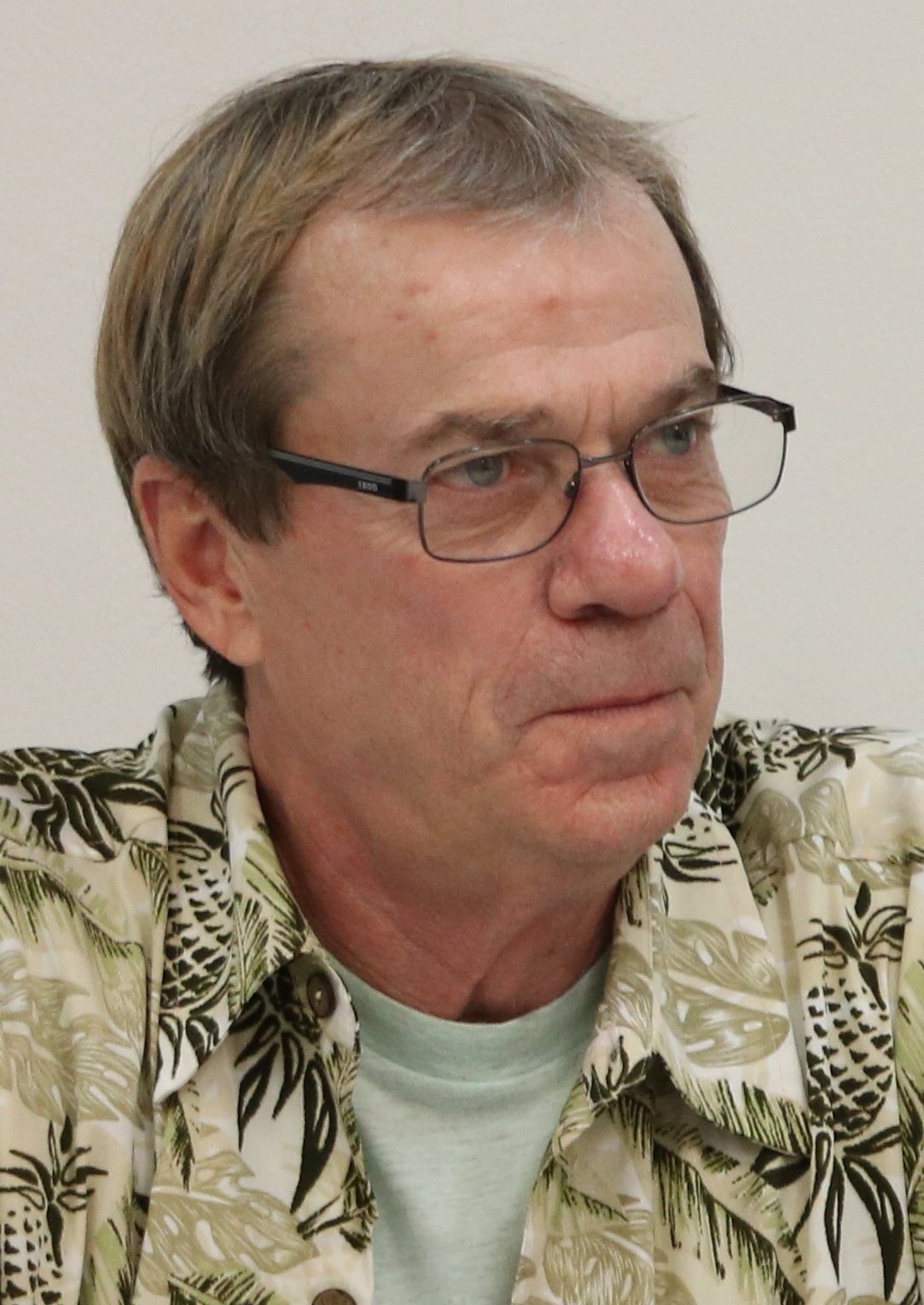
Rodger Bumpass, como Calamardo Tentáculos, voces adicionales
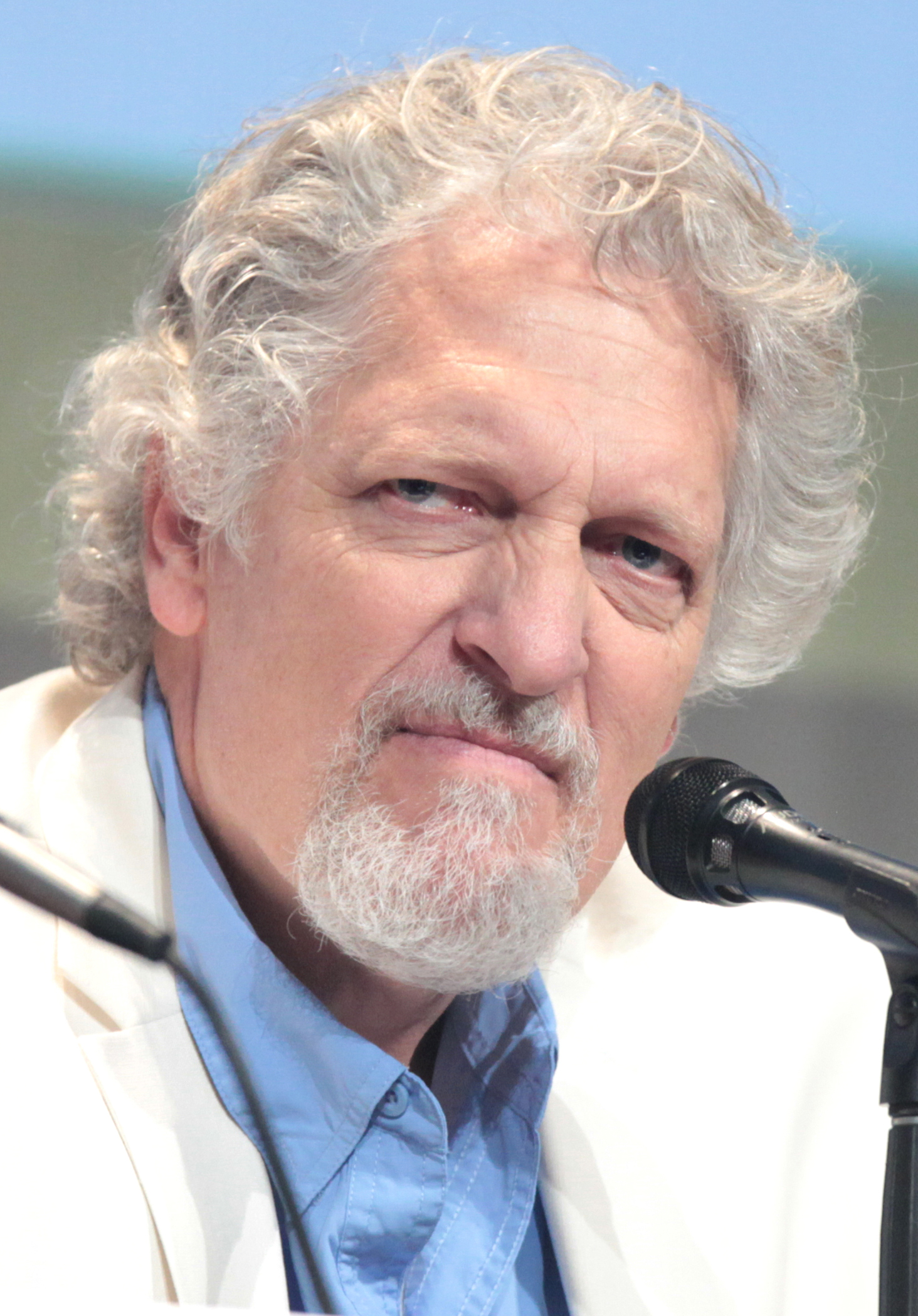
Clancy Brown, como Mr. Krabs, voces adicionales
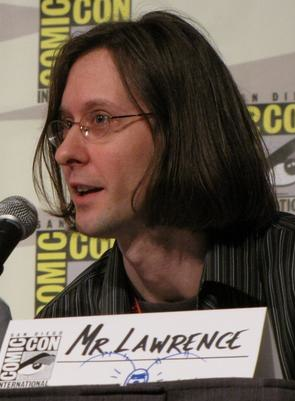
Mr. Lawrence, como Plankton, Potty the Parrot (desde la temporada 10), Larry the Lobster, Realistic Fish Head, Fred, voces adicionales
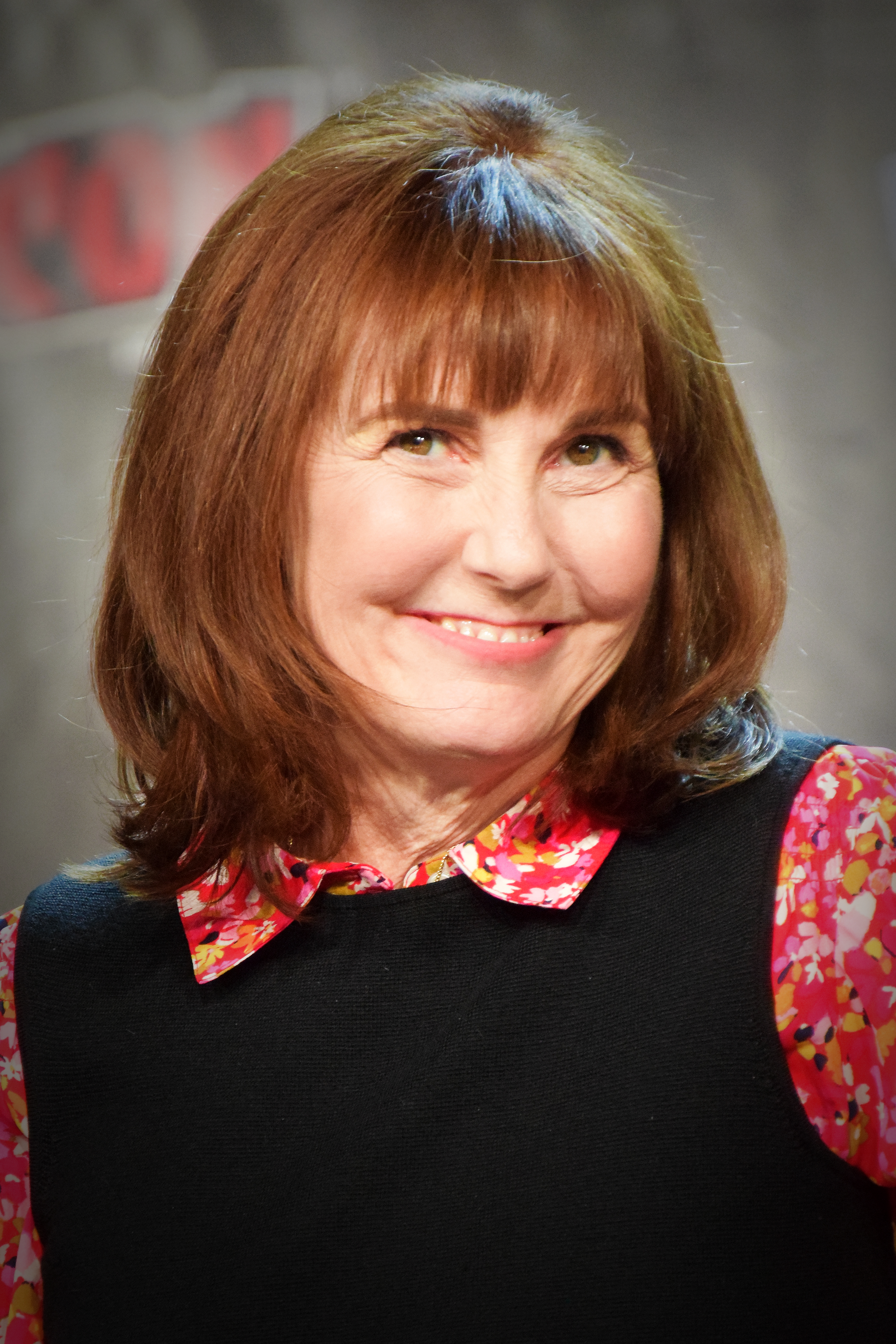
Jill Talley, como Karen Plankton, voces adicionales
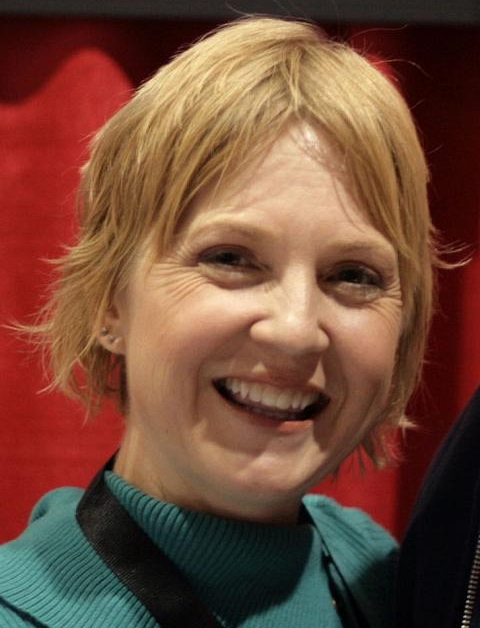
Carolyn Lawrence, como Arenita Mejillas, voces adicionales
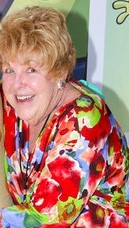
Mary Jo Catlett, como la Sra. Puff
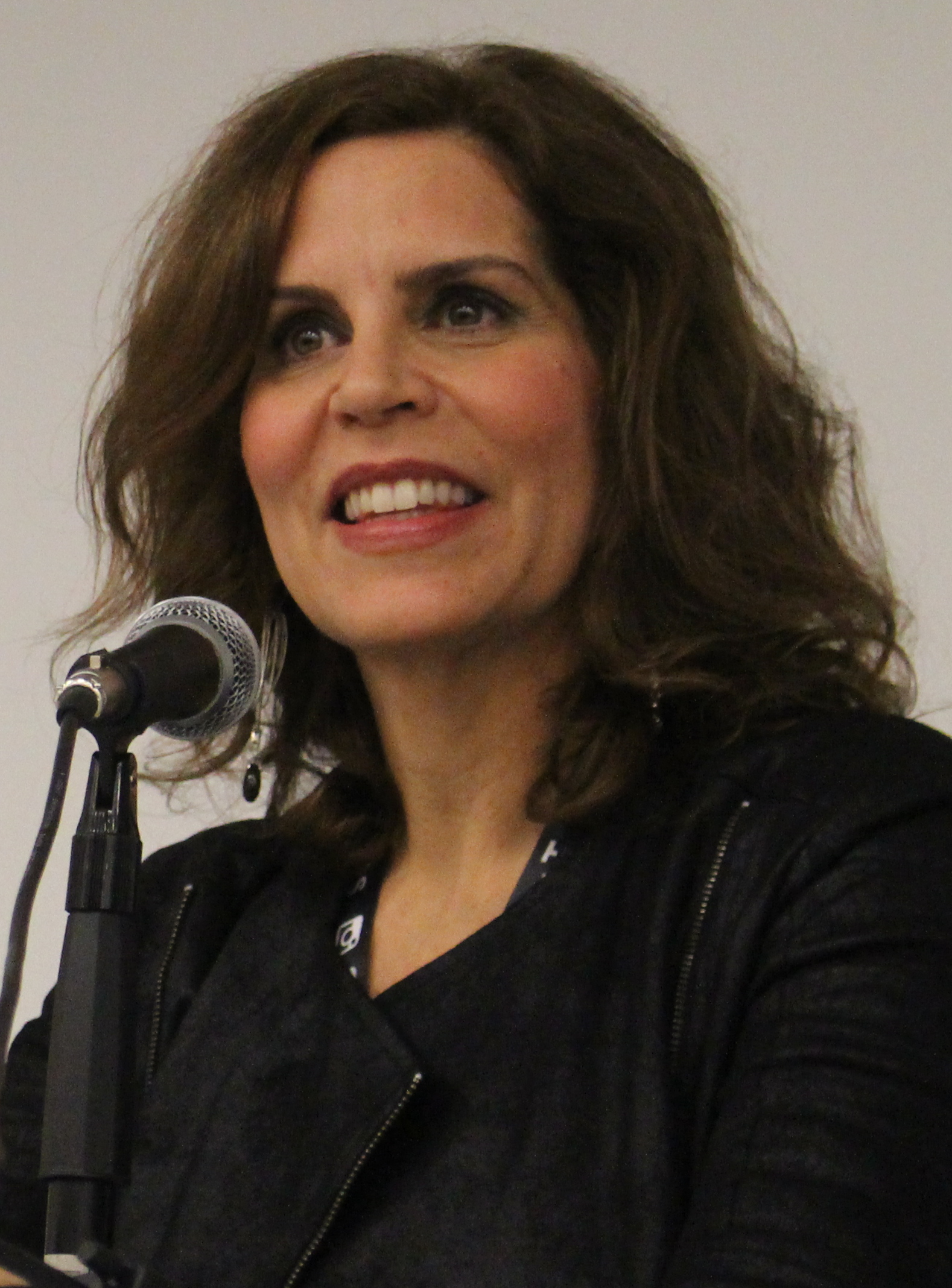
Lori Alan, como Pearl Krabs, voces adicionales

Bob Esponja cuenta con las voces de: Tom Kenny, Bill Fagerbakke, Rodger Bumpass, Clancy Brown, Mr. Lawrence, Jill Talley, Carolyn Lawrence, Mary Jo Catlett y Lori Alan. La mayoría de los personajes únicos y de fondo tienen las voces de Dee Bradley Baker, Sirena Irwin, Bob Joles, Mark Fite y Thomas F. Wilson.
Kenny le da voz a Bob Esponja y a varios otros personajes, incluido el caracol mascota de Bob Esponja, Gary, y el narrador francés. También interpreta físicamente a Parche el Pirata en segmentos de acción real de la mayoría de los episodios especiales. Kenny trabajó anteriormente con Stephen Hillenburg en La vida moderna de Rocko. Cuando Hillenburg creó Bob Esponja, se acercó a Kenny para darle voz al personaje principal. Kenny usó originalmente la voz de Bob Esponja para un personaje secundario en Rocko. Inicialmente olvidó cómo interpretar la voz y no tenía intención de usarla después. Hillenburg, sin embargo, usó un videoclip del episodio para recordarle a Kenny la voz. Cuando Hillenburg escuchó a Kenny interpretar la voz, supo de inmediato que la quería para su personaje. Les dijo a los ejecutivos de Nickelodeon: «Eso es todo; no quiero escuchar a nadie más hacer la voz. Tenemos a Bob Esponja». La cadena insistió en audicionar a más actores, pero Hillenburg los rechazó; En palabras de Tom Kenny, «una de las ventajas de tener un creador fuerte es que el creador puede decir: "No, eso me gusta, no me importan las celebridades"». Mientras Kenny desarrollaba la voz de Bob Esponja, el equipo de casting del programa quería que tuviera una risa única y aguda en la tradición de Popeye y el Pájaro Loco.
Fagerbakke da voz a Patricio Estrella y otros personajes diversos. Al mismo tiempo que Hillenburg, Derek Drymon y Tim Hill escribían el piloto «Help Wanted», Hillenburg también realizaba audiciones para encontrar voces para los personajes. Fagerbakke audicionó para el papel de Patricio después de que Kenny fuera elegido. Fagerbakke recordó que durante esta audición, «Hillenburg realmente tocó para mí una parte de la actuación de Tom [Kenny] [como Bob Esponja], y estaban buscando un contrapunto». En una entrevista, Fagerbakke se comparó con el personaje y dijo: «Es muy gratificante». Siempre que Patricio está enojado, Fagerbakke modela su actuación según la actriz estadounidense Shelley Winters.
Rodger Bumpass le da voz a Calamardo Tentáculos, quien lo describe como «un tipo muy nasal y monótono». Dijo que el personaje «se convirtió en un personaje muy interesante de interpretar" debido a "su sarcasmo, y luego su frustración, y luego su apoplejía, por lo que se convirtió en un amplio espectro de emociones». Arthur Brown, autor de Everything I Need to Know, I Learned from Cartoons!, ha comparado la voz de Calamardo con la de Jack Benny, una similitud que, según Bumpass, es en su mayor parte involuntaria. El veterano actor de doblaje Clancy Brown da voz a Mr. Krabs, el jefe de Bob Esponja en el Krusty Krab. Hillenburg modeló a Mr. Krabs a partir de su ex gerente en un restaurante de mariscos, cuyo fuerte acento de Maine le recordaba a Hillenburg a un pirata. Brown decidió utilizar una voz «pirata» para el personaje con «un poco de acento escocés» después de escuchar la descripción que Hillenburg hacía de su jefe. Según Brown, su voz de Mr. Krabs fue improvisada en gran medida durante su audición y no le resultó difícil encontrar la voz correcta.
Mr. Lawrence había conocido a Hillenburg antes en La vida moderna de Rocko. Mientras trabajaba en el episodio piloto de Bob Esponja, Hillenburg lo invitó a una audición para todos los personajes. Como ya se habían encontrado otras voces para el elenco principal, Lawrence comenzó dando voz a una variedad de personajes secundarios. Esto incluyó a Plankton, que inicialmente solo aparecería en un episodio. Mr. Lawrence recuerda que los ejecutivos de Nickelodeon le dijeron a Hillenburg: «"Podríamos hacer un doble de acción para esto. Ya sabes, podríamos hacer que Bruce Willis hiciera esta voz". Y Steve dijo: "Es Doug [Lawrence], ¿no lo oyes? ¡Este es el personaje! ¡Este es el chico!"». Jill Talley, la esposa de Tom Kenny, le da voz a Karen Plankton. Al ser nativa de Chicago, usa un acento del Medio Oeste para el personaje. Los ingenieros de audio de la serie superponen efectos de sonido electrónicos para crear un sonido robótico cuando ella habla. Talley y Mr. Lawrence suelen improvisar el diálogo de Plankton y Karen. Lawrence llamó a la improvisación su «parte favorita de la locución» en 2009. En una entrevista de 2012, explicó en detalle: «Siempre disfruto el ir y venir. [Talley y yo] empezamos a superponernos tanto hablando entre nosotros que [los directores de voz] tienen que decirnos, "¡Oye, deja de hacer eso, separa lo que estás diciendo!"».
Carolyn Lawrence le da voz a Arenita Mejillas. Estaba en Los Feliz, Los Ángeles, con una amiga que conocía a la directora de casting de Bob Esponja, Donna Grillo. Su amiga le dijo a Grillo que Lawrence tenía «una voz interesante». Grillo la invitó a una audición y ella consiguió el papel. La actriz estadounidense Mary Jo Catlett, quien es conocida por sus papeles de acción real en programas de televisión de la década de 1970 como Diff'rent Strokes y M*A*S*H proporciona la voz de la Sra. Puff. A partir de 2017, expresar a la Sra. Puff se ha convertido en su único papel televisivo habitual; Catlett se describió a sí misma como «básicamente jubilada» en 2013, ya que siente que expresar a la Sra. Puff requiere menos preparación que sus actuaciones en persona. Lori Alan le da voz a Pearl Krabs. Durante su audición para el papel, a Alan se le mostró un dibujo inicial de los personajes y notó que Pearl era mucho más grande que el resto del elenco. Decidió reflejar el tamaño del personaje en su voz haciéndola profunda y de tono completo. Su objetivo era que evocara el sonido de las vocalizaciones bajas de las ballenas y al mismo tiempo sonara «mimado y adorable». En una entrevista con AfterBuzz TV, Alan dijo que sabía que Pearl «tenía que sonar como una niña», pero que necesitaba «una voz anormalmente grande».
Además del elenco habitual, los episodios cuentan con voces invitadas de muchas profesiones, incluidos actores, atletas, autores, músicos y artistas. Las voces invitadas recurrentes incluyen: Ernest Borgnine, quien expresó a Sirenoman desde 1999 hasta su muerte en 2012; Tim Conway como la voz de Chico Percebe desde 1999 hasta su muerte en 2019; Brian Doyle-Murray como el holandés errante; y Marion Ross como la Abuela Esponja. Los invitados notables que han realizado cameos vocales incluyen: David Bowie como Lord Royal Highness en la película para televisión Atlantis SquarePantis; John Goodman como la voz de Santa en el episodio «It's a SpongeBob Christmas!»; Johnny Depp como la voz del gurú del surf, Jack Kahuna Laguna, en el episodio «Bob Esponja y la Gran Ola»; y Victoria Beckham como la voz de la reina Amphitrite en el episodio «The Clash of Triton».
Las sesiones de grabación de voz siempre incluyen un elenco completo de actores, lo que Kenny describe como «cada vez más inusual». Kenny dijo: «Esa es otra cosa que le ha dado a Bob Esponja su sensación especial. Todos están en la misma habitación, haciéndolo al estilo antiguo de un programa de radio. Así es como se grababan las cosas que nos gustan». El escritor de la serie Jay Lender dijo: «Las sesiones de grabación siempre fueron divertidas ...». Durante las tres primeras temporadas, Hillenburg y Drymon se sentaron en el estudio de grabación y dirigieron a los actores. Andrea Romano se convirtió en el director de voz en la cuarta temporada, y Tom Kenny asumió el papel durante la novena. El miércoles es el día de grabación, el mismo horario que sigue el equipo desde 1999. La supervisora de casting Jennie Monica Hammond dijo: «Me encantaban los miércoles».

### Animación
Aproximadamente 50 personas trabajan juntas para animar y producir un episodio de Bob Esponja. A lo largo de su carrera, la producción de la serie se ha realizado a nivel nacional en Nickelodeon Animation Studio en Burbank, California. La animación terminada se creó en el extranjero en Rough Draft Studios en Corea del Sur. El equipo de California hace un guion gráfico de cada episodio. Luego, la tripulación en Corea los utiliza como plantillas, quienes animan cada escena a mano, colorean cada celda en computadoras y pintan fondos. Los episodios se terminan en California, donde se editan y se les agrega música.
Durante la primera temporada, la serie utilizó animación celular. Al año siguiente se hizo un cambio hacia la tinta digital y la animación con pintura. En 2009, el productor ejecutivo Paul Tibbitt dijo: «La primera temporada de Bob Esponja se hizo a la antigua usanza en células  [sic], y cada celda sic tuvo que pintarse parcialmente, dejarse secar y pintar algunos otros colores. Todavía es un aspecto del proceso que requiere mucho tiempo ahora, pero la forma digital de hacer las cosas hace que no lleve mucho tiempo corregirlo».
En 2008, el equipo empezó a utilizar Wacom Cintiqs para los dibujos en lugar de lápices. El episodio de la quinta temporada «Pest of the West», uno de los especiales de media hora, fue el primer episodio en el que el equipo aplicó este método. El diseñador de fondo de la serie, Kenny Pittenger, dijo: «La única diferencia real entre la forma en que dibujamos ahora y la forma en que dibujamos entonces es que abandonamos el lápiz y el papel durante la quinta temporada». El cambio a Wacom Cintiq permitió a los diseñadores y animadores dibujar en pantallas de computadora y realizar cambios inmediatos o deshacer errores. Pittenger dijo: «A muchos neoluditas (eh... quiero decir, a muchos de mis compañeros) no les gusta trabajar en ellos, pero yo los encuentro útiles. No hay sustituto para la inmediatez de dibujar en una hoja de papel, por supuesto, pero las tonterías náuticas digitales siguen siendo bastante divertidas».
Desde 2004, el equipo de Bob Esponja ha colaborado periódicamente con el estudio de animación Screen Novelties, con sede en Los Ángeles, para crear secuencias stop-motion para episodios especiales. El estudio produjo una breve escena de animación con plastilina para el clímax de la primera película teatral. Se volvió a alistar en 2009 para crear una apertura exclusiva para el especial del décimo aniversario de la serie. El abominable molusco de las nieves, una criatura parecida a un pulpo hecha de arcilla que actúa como antagonista del episodio de doble duración «Frozen Face-Off», también fue animado por la compañía. Animation World Network informó que «dentro del equipo creativo de Bob Esponja, siempre se habló de hacer un proyecto más involucrado juntos» con Screen Novelties. Como resultado, en 2011 se le pidió al grupo que creara un episodio animado completamente en stop motion. Este proyecto se convirtió en «It's a SpongeBob Christmas!», que reinventó a los personajes del programa como si fueran parte de una película navideña de Rankin/Bass. Tom Kenny, que normalmente no participa en el proceso de escritura, contribuyó a la trama del episodio; dijo en 2012 que él y Nickelodeon «querían hacer algo como esos especiales navideños stop-motion de Rankin-Bass de la vieja escuela... que veía una y otra vez cuando era un niño y crecía en Syracuse».
Se utilizaron grandes cantidades de materiales no convencionales como bicarbonato de sodio, brillantina, astillas de madera y cereales para el desayuno para crear los decorados del especial. Los miembros del equipo de Screen Novelties recibieron una victoria y dos nominaciones en la 30.ª edición de los premios Annie, una nominación a los premios Golden Reel Awards 2013, y una nominación en el Festival Internacional de Cine de Animación de Annecy 2013 por la animación del episodio. El equipo construyó un títere de delfines llamado Bubbles, con la voz de Matt Berry, para Bob Esponja: Un héroe fuera del agua. Las secuencias que involucraban a Bubbles incluían una combinación de stop motion y animación tradicional. Para la undécima temporada se produjo un segundo especial animado en stop motion, con el tema de Halloween y utilizando los mismos modelos de personajes inspirados en Rankin/Bass.

### Música
Mark Harrison y Blaise Smith compusieron el tema principal de Bob Esponja. La letra fue escrita por Stephen Hillenburg y el director creativo original de la serie, Derek Drymon. La melodía se inspiró en la canción marina «Blow the Man Down». En la secuencia inicial se utiliza una antigua pintura al óleo de un pirata. Apodado «Painty el Pirata», según Tom Kenny, Hillenburg lo encontró en una tienda de segunda mano «hace años». Patrick Pinney le da voz a Painty the Pirate, cantando el tema principal como el personaje. Los labios de Hillenburg se impusieron a la pintura y se movieron junto con la letra. Kenny bromeó que esto es «lo más cercano que la mayoría de los fanáticos de Bob Esponja podrán tener de Steve Hillenburg», debido a su naturaleza privada.
Se puede encontrar una versión de la canción de Avril Lavigne en la banda sonora de Bob Esponja: la película. Otra portada de Violent Femmes se emitió en Nickelodeon como promoción cuando la serie pasó al horario de máxima audiencia.
Steve Belfer, uno de los amigos de Hillenburg de CalArts, escribió e interpretó la música que se escucha en los créditos finales. Este tema incluye música de ukelele a petición de Hillenburg. Drymon dijo: «Fue hace tanto tiempo que es difícil estar seguro, pero recuerdo que Hillenburg tenía la música de Belfer desde el principio, tal vez antes del piloto».
El editor musical y compositor principal de la serie es Nicolas Carr. Después de trabajar con Hillenburg en La vida moderna de Rocko, luchó por encontrar un nuevo trabajo en su campo. Había considerado un cambio de carrera antes de que Hillenburg le ofreciera el trabajo. La partitura de la primera temporada incluyó principalmente selecciones de la Associated Production Music Library, que, según Carr, incluye «mucha música hawaiana antigua y cursi y partituras orquestales grandes, completas y dramáticas». La vida moderna de Rocko también utilizó música de esta biblioteca. Fue decisión de Hillenburg adoptar este enfoque. Carr ha descrito las selecciones de Bob Esponja como «más exageradas» que las de La vida moderna de Rocko.
Hillenburg consideró importante que la serie desarrollara su propia biblioteca musical, compuesta por partituras que pudieran reutilizarse y reeditarse a lo largo de los años. Quería que estas partituras estuvieran compuestas por desconocidos y se formó un grupo de doce. Formaron «The Sponge Divers Orchestra», que incluye a Carr y Belfer. El grupo pasó a proporcionar la mayor parte de la música para temporadas posteriores, aunque Carr todavía recurre a la Associated Production Music Library, así como a otra biblioteca que él mismo fundó: Animation Music Inc.

## Transmisión

### Temporadas
| Temporada | Temporada | Episodios | Episodios | Emisión original        | Emisión original        |
| Temporada | Temporada | Episodios | Episodios | Primera emisión         | Última emisión          |
| --------- | --------- | --------- | --------- | ----------------------- | ----------------------- |
|           | 1         | 20        | 20        | 1 de mayo de 1999       | 3 de marzo de 2001      |
|           | 2         | 20        | 20        | 20 de octubre de 2000   | 26 de julio de 2003     |
|           | 3         | 20        | 20        | 5 de octubre de 2001    | 11 de octubre de 2004   |
|           | 4         | 20        | 20        | 6 de mayo de 2005       | 24 de julio de 2007     |
|           | 5         | 20        | 20        | 19 de febrero de 2007   | 19 de julio de 2009     |
|           | 6         | 26        | 26        | 3 de marzo de 2008      | 5 de julio de 2010      |
|           | 7         | 26        | 26        | 19 de julio de 2009     | 11 de junio de 2011     |
|           | 8         | 26        | 26        | 26 de marzo de 2011     | 6 de diciembre de 2012  |
|           | 9         | 26        | 26        | 21 de julio de 2012     | 20 de febrero de 2017   |
|           | 10        | 11        | 11        | 15 de octubre de 2016   | 2 de diciembre de 2017  |
|           | 11        | 26        | 26        | 24 de junio de 2017     | 25 de noviembre de 2018 |
|           | 12        | 31        | 31        | 11 de noviembre de 2018 | 29 de abril de 2022     |
|           | 13        | 28        | 28        | 22 de octubre de 2020   | 1 de noviembre de 2023  |
|           | 14        | 26        | 26        | 2 de noviembre de 2023  | -                       |

### Streaming
Originalmente, Bob Esponja se emitía en Netflix. Sin embargo, la serie se retiró de Estados Unidos en 2013 debido a que no se renovó su acuerdo con Viacom. La serie también estuvo disponible en streaming en Hulu a partir de 2012 hasta que fue retirada en 2016. La serie se emitió posteriormente en Amazon Prime Video en 2013, una vez finalizado el acuerdo con Netflix. Como parte del plan de cambio de marca de Paramount+, la serie se unió a otros programas de ViacomCBS el 30 de julio de 2020. Actualmente, las 6 primeras temporadas se pueden ver en streaming en Prime Video y las 12 primeras temporadas a través de Paramount+. La serie está disponible en Netflix en Canadá.Posteriormente en 2024 en Latinoamérica, Warner Bros. Discovery compró los derechos de Bob Esponja y se estrenó en su plataforma HBO Max que son solo sus primeras cinco temporadas.

### Vídeo doméstico
Las ediciones en DVD de Bob Esponja son distribuidas por Paramount Home Entertainment bajo el sello Nickelodeon.
| Temporada | Fecha de lanzamiento del DVD | Fecha de lanzamiento del DVD | Fecha de lanzamiento del DVD |
| Temporada | Region 1                     | Region 2                     | Region 4                     |
| --------- | ---------------------------- | ---------------------------- | ---------------------------- |
| 1         | 28 de octubre de 2003        | 7 de noviembre de 2005       | 30 de noviembre de 2006      |
| 2         | 19 de octubre de 2004        | 23 de octubre de 2006        | 30 de noviembre de 2006      |
| 3         | 27 de septiembre de 2005     | 3 de diciembre de 2007       | 8 de noviembre de 2007       |
| 4         | 12 de septiembre de 2006     | 3 de noviembre de 2008       | 7 de noviembre de 2008       |
| 4         | 9 de enero de 2007           | 3 de noviembre de 2008       | 7 de noviembre de 2008       |
| 5         | 4 de septiembre de 2007      | 16 de noviembre de 2009      | 3 de diciembre de 2009       |
| 5         | 18 de noviembre de 2008      | 16 de noviembre de 2009      | 3 de diciembre de 2009       |
| 6         | 8 de diciembre de 2009       | 29 de noviembre de 2010      | 2 de diciembre de 2010       |
| 6         | 7 de diciembre de 2010       | 29 de noviembre de 2010      | 2 de diciembre de 2010       |
| 7         | 6 de diciembre de 2011       | 17 de septiembre de 2012     | 9 de septiembre de 2012      |
| 8         | 12 de marzo de 2013          | 28 de octubre de 2013        | 30 de octubre de 2013        |
| 9         | 10 de octubre de 2017        | -                            | 7 de octubre de 2020         |
| 10        | 15 de octubre de 2019        | -                            | 7 de octubre de 2020         |
| 11        | 31 de marzo de 2020          | -                            | 7 de octubre de 2020         |
| 12        | 12 de enero de 2021          | -                            | -                            |
| 13        | 5 de diciembre de 2023       | -                            | -                            |

## Aniversarios

### Décimo aniversario
Nickelodeon comenzó a celebrar el décimo aniversario de la serie el 18 de enero de 2009, con una lectura en vivo del episodio «Bob Esponja y la Gran Ola». La lectura, la primera en la serie, se llevó a cabo en el Festival de Cine de Sundance de ese año. El episodio, que se estrenó en televisión el 17 de abril de 2009, presenta a Johnny Depp como estrella invitada. Otras acciones de celebración tomadas por la cadena incluyeron el lanzamiento de un nuevo sitio web para la serie (spongebob.com) y la introducción de nuevos productos. También se añadió un «elemento temático de Bob Esponja y la conservación del agua» a la campaña prosocial de Nickelodeon, The Big Green Help.
Tres noches antes de la fecha oficial del aniversario, se estrenó en VH1 un documental de una hora sobre la serie, Square Roots: The Story of SpongeBob SquarePants. El dúo aclamado por la crítica Patrick Creadon y Christine O'Malley crearon la película como continuación de I.O.U.S.A., un documental sobre la situación financiera de Estados Unidos. Creadon comentó: «Después de pasar dos años examinando la salud financiera de los Estados Unidos, Christine y yo estábamos listos para abordar algo un poco más optimista. Contar la historia de Bob Esponja parece encajar perfectamente». El viernes 17 de julio, Nickelodeon marcó el aniversario oficial de la serie, con un maratón televisivo de 50 horas titulado «The Ultimate SpongeBob SpongeBash Weekend». Comenzó con un nuevo episodio, «To SquarePants or Not to SquarePants». El sábado se realizó una cuenta regresiva de los diez mejores episodios elegidos por los fanáticos, así como la transmisión de Bob Esponja: la película. La maratón finalizó el domingo, con una cuenta atrás de episodios seleccionados por famosos y el estreno de diez nuevos episodios.
Nickelodeon continuó celebrando el aniversario durante el resto del año. Un DVD de ocho episodios con To SquarePants o Not to SquarePants fue lanzado poco después del maratón el 21 de julio. A continuación, el 22 de septiembre se lanzó un DVD de 14 discos de 2200 minutos titulado Los primeros 100 episodios. Finalmente, el 6 de noviembre, se estrenó en Nickelodeon una película para televisión de una hora de duración, titulada Atrapados en el congelador. La película está narrada por Ricky Gervais y presenta cameos en acción en vivo de: Rosario Dawson, Craig Ferguson, Will Ferrell, Tina Fey, LeBron James, P!nk, Triumph the Insult Comic Dog y Robin Williams. Fue lanzado como parte de un DVD de cinco episodios el 10 de noviembre de 2009.

### Vigésimo aniversario
El 11 de febrero de 2019, Nickelodeon anunció que reconocería el vigésimo aniversario de Bob Esponja con una serie de celebraciones conocidas como el «Best Year Ever». En honor al aniversario, Pantone creó tonos de color conocidos como «SpongeBob SquarePants Yellow» y «Patrick Star Pink» para ser utilizados por los socios licenciatarios de Nickelodeon. Nickelodeon encargó a Romero Britto, Jon Burgerman y el colectivo de arte filipino Secret Fresh la creación de obras de arte dedicadas a Bob Esponja. Algunas de estas piezas iban a ser adaptadas a productos comerciales. El 12 de febrero, junto con el anuncio de Nickelodeon de «Best Year Ever», Cynthia Rowley presentó un traje de neopreno con el tema de Bob Esponja durante la Semana de la Moda de Nueva York. Un mes después, Marlou Breuls presentó la «Colección Icon» con el tema de Bob Esponja durante la Semana de la Moda de Ámsterdam. Ese verano, Nike, en colaboración con Kyrie Irving, lanzó una serie de zapatos, accesorios y ropa de Bob Esponja. En julio, por primera vez, Bob Esponja se convirtió en el tema de una línea de cosméticos, que HipDot Studios lanzó como oferta por tiempo limitado. El «Best Year Ever» también presentó un canal oficial de YouTube de Bob Esponja y un nuevo juego móvil basado en la serie, junto con nuevas líneas de juguetes.
El «Best Year Ever» comenzó formalmente el 12 de julio de 2019, con el estreno del especial de televisión animado y de acción en vivo de una hora, SpongeBob's Big Birthday Blowout. Continuó ese mes en la San Diego Comic Con, con dos paneles, un stand y diversas actividades dedicadas a la serie. El «Best Year Ever» fue reconocido en Amazon Prime Day con un lanzamiento anticipado exclusivo de SpongeBob SquarePants: The Best 200 Episodes Ever!, una compilación en DVD de 30 discos de dos cajas, SpongeBob SquarePants: The First 100 Episodes y SpongeBob SquarePants: The Next 100 Episodes. Las colecciones recibieron un lanzamiento estándar a nivel nacional el 27 de agosto. El «Best Year Ever» continuó en 2020 y culminó con el lanzamiento el 14 de agosto de The SpongeBob Movie: Sponge on the Run.

## Recepción

### Audiencia y logros de duración
En su primer mes en antena, Bob Esponja superó a Pokémon como la serie infantil de mayor audiencia de los sábados por la mañana en televisión. Obtuvo una audiencia puntuación Nielsen nacional de 4,9 entre niños de dos a once años, con 1,9 millones de espectadores. Dos años más tarde, la serie se había establecido firmemente como el segundo programa infantil de mayor audiencia de Nickelodeon, después de Rugrats. Bob Esponja contribuyó a que Nickelodeon se hiciera con la «corona de audiencia de los sábados por la mañana» por tercera temporada consecutiva en 2001. En ese momento, la serie había conseguido una importante audiencia adulta: casi el 40 % de sus 2,2 millones de espectadores tenían entre 18 y 34 años. En respuesta a su éxito de fin de semana, Nickelodeon dio a Bob Esponja franjas horarias a las 6:00 pm y 8:00 pm, de lunes a jueves, para aumentar la exposición de la serie. A finales de 2001, era la serie infantil con más audiencia de toda la televisión. La audiencia semanal de la serie había alcanzado unos quince millones de espectadores, de los cuales al menos cinco millones eran adultos.
En octubre de 2002, otra serie de Nickelodeon, Los padrinos mágicos, se situó como el programa número dos para niños de entre dos y once años. En aquella época, sus índices de audiencia eran casi iguales a los de Bob Esponja, con una media de 2,2 millones de espectadores por episodio. Los padrinos mágicos incluso superó brevemente a Bob Esponja, haciendo que cayera al segundo puesto. En ese momento, tenía un índice de audiencia de 6,2 y casi 2,5 millones de telespectadores infantiles, mientras que Bob Esponja tenía un índice de audiencia de 6,0 y 2,4 millones de telespectadores infantiles de entre dos y once años. Nickelodeon «reconoció» a Los padrinos mágicos por su subida de audiencia y la instaló en una nueva franja horaria de las 20:00, ocupada anteriormente por Bob Esponja. En una entrevista, Cyma Zarghami, entonces director general y vicepresidente ejecutivo de Nickelodeon, dijo: «¿Estamos apostando por el hecho de que Los padrinos mágicos será el próximo Bob Esponja? ... Esperamos que sí. Pero Bob Esponja es tan único que es difícil saber si se repetirá».
En 2012, sin embargo, los índices de audiencia de la serie fueron descendiendo. El número medio de espectadores de entre dos y once años que vieron Bob Esponja en un momento dado cayó un 29 % en el primer trimestre con respecto al año anterior, según Nielsen. John Jannarone, redactor de negocios de The Wall Street Journal, sugirió que la edad de la serie y su sobresaturación podrían estar contribuyendo a su descenso de audiencia y también podrían ser directamente responsables del descenso de la audiencia general de Nickelodeon. El analista de medios Todd Juenger atribuyó el descenso de audiencia de Nickelodeon directamente a la disponibilidad de contenido de video en servicios como Netflix, un proveedor de medios de streaming por Internet bajo demanda.
Philippe Dauman, Presidente y Consejero Delegado de Viacom, ha desmentido esta afirmación: «Estamos obteniendo buenos ingresos a través de estos acuerdos de suscripción VOD», añadiendo que Netflix sólo tiene «algunos contenidos de biblioteca» en su servicio. Un portavoz de Nickelodeon ha declarado: «Bob Esponja está obteniendo buenos resultados de forma constante y sigue siendo la serie de animación número uno en audiencia de toda la televisión infantil». Y añadió: «No hay nada que hayamos visto que apunte a Bob Esponja como problema». Dauman achacó la caída a «algunos problemas sistémicos de audiencia» en Nielsen, citando amplios datos de descodificadores que «no reflejan en absoluto» los datos de Nielsen.
El 22 de abril de 2013, el consejero delegado de Netflix, Reed Hastings, anunció su intención de no renovar el acuerdo existente con Viacom. El acuerdo de Viacom con Netflix expiró y se eliminaron programas como Bob Esponja y Dora, la exploradora. Sin embargo, las temporadas cinco a ocho de Bob Esponja siguen disponibles en Netflix en Canadá. El 4 de junio de 2013, Viacom anunció un acuerdo plurianual de licencias que trasladaría sus programas, como Bob Esponja y Dora, la exploradora, a Amazon.com, el principal competidor de Netflix. Amazon acordó pagar más de 200 millones de dólares a Viacom por la licencia, la mayor transacción de streaming por suscripción de su historia.
Bob Esponja es una de las series más longevas de Nickelodeon. Se convirtió en la serie de la cadena con más episodios durante su octava temporada, superando los 172 episodios de Rugrats. En la novena temporada, sus 26 episodios elevaron a 204 el número total de episodios producidos. En un comunicado, Brown Johnson, presidente de animación de Nickelodeon, dijo: «El éxito de Bob Esponja al llegar a más de 200 episodios es un testimonio de la visión del creador Stephen Hillenburg, su sensibilidad cómica y sus personajes dinámicos y adorables. La serie se une ahora al club de los Nicktoons clásicos contemporáneos que han alcanzado este hito, por lo que estamos increíblemente orgullosos». Muchos niños de la década de 2000 crecieron con la serie, lo que la ha convertido en una gran influencia para la Generación Z y los millennials, así como para la cultura de Internet en general.

### Recepción de la crítica
Bob Esponja ha sido muy elogiado, sobre todo por su atractivo para diferentes grupos de edad, y la serie ha recibido numerosos premios y galardones a lo largo de su historia. James Poniewozik de la revista Time, describió al personaje del título como «el anti-Bart Simpson, temperamental y físicamente: su cabeza es tan cuadrada y ordenada como la de Bart es rebelde, y tiene una personalidad a juego: concienzudo, optimista y ciego a los defectos del mundo y de los que le rodean». Según Laura Fries de la revista Variety, la serie es «un dibujo animado reflexivo e ingenioso sobre una esponja marina irremediablemente optimista y resistente .... Desprovista de los dobles sentidos que abundan en los programas de animación de hoy en día, es puramente infantil ... Sin embargo, eso no quiere decir que Bob Esponja sea simplista o incluso infantil. Es encantador y caprichoso, pero lo bastante inteligente como para atraer también a adolescentes y niños en edad universitaria».  Según Joyce Millman, crítica de The New York Times, Bob Esponja «es inteligente sin resultar impenetrable para los jóvenes, y bobalicón sin aburrir hasta las lágrimas a los adultos. Es el dibujo animado más encantador de la televisión, y uno de los más extraños. Y también es divertido y limpio, lo que tiene sentido porque, después de todo, se trata de una esponja». Millman escribió: «Su implacable buen humor sería irritante si no fuera tan adorable y su mundo tan excelentemente extraño. ... Al igual que Pee-wee's Playhouse, Bob Esponja baila alegremente sobre la delgada línea que separa la infancia de la edad adulta, la picardía de la campechanía, lo retorcido de lo dulce». Robert Thompson, profesor de comunicación y director del Centro para el Estudio de la Televisión Popular de la Universidad de Siracusa, declaró a The New York Times:

Hay algo único en [Bob Esponja]. Parece un soplo refrescante de la era anterior a la ironía. No se percibe la estética irónica que impregna el resto de la cultura estadounidense, incluidos programas infantiles como Rugrats. Creo que lo que tiene de subversivo es que es increíblemente ingenuo, deliberadamente. Como no hay nada en ella que intente estar a la moda, ser guay o cualquier otra cosa, se le puede injertar lo moderno.

En otra entrevista con Los Angeles Times, comentó la audiencia adulta de la serie: «Por un lado, es una especie de máquina del tiempo que transporta a los padres a la época en que veían la tele en pijama. Por otro lado, está muy de moda por la forma en que se presenta. Es muy vanguardista para los adultos que saben leer y escuchar entre los fotogramas». Los críticos de televisión Alan Sepinwall y Matt Zoller Seitz clasificaron Bob Esponja como la 22ª mejor serie de televisión estadounidense de todos los tiempos en su libro de 2016 TV (The Book). En una entrevista de 2007, Barack Obama dijo que Bob Esponja es su personaje favorito de la televisión y admitió que Bob Esponja es «el programa que veo con mis hijas».

### Premios y nominaciones
Bob Esponja ha recibido numerosos premios y nominaciones, entre ellos cuatro premios Emmy (Mejor programa de animación especial en 2010); Mejor edición de sonido de animación en 2014; Serie Animada Infantil Sobresaliente en 2018; e Intérprete Sobresaliente en un Programa Animado en 2018 por Kenny); seis Premios Annie; y dos premios BAFTA para niños. En 2006, IGN situó a Bob Esponja en el puesto 15 de su lista de las 25 mejores series de animación de todos los tiempos, y en 2013 la situó en el puesto 12 de su lista de las 25 mejores series de animación para adultos. Además, la división británica del sitio web elaboró una lista de las 100 mejores series de animación y, al igual que su homóloga estadounidense, situó a Bob Esponja en el puesto 15.
TV Guide incluyó a Bob Esponja en el número nueve de su lista de los 50 mejores personajes de dibujos animados de todos los tiempos en 2002. En junio de 2010, Entertainment Weekly nombró a Bob Esponja uno de los 100 mejores personajes de los últimos 20 años. Los telespectadores de la cadena británica Channel 4 votaron a Bob Esponja como el 28º mejor dibujo animado en una encuesta realizada en 2004. La serie figura entre los 100 programas de televisión de todos los tiempos, según la elección del crítico de televisión de Time James Poniewozik en 2007. Dijo: «Es el ejemplo más divertido, surrealista e inventivo de la explosión de entretenimiento creativo para niños (y adultos) que Nick, Cartoon Network y sus similares hicieron posible». En 2013, la publicación clasificó a Bob Esponja como el octavo mejor dibujo animado de televisión de todos los tiempos. El crítico de televisión Matt Zoller Seitz incluyó la serie en su libro de 2016 con Alan Sepinwall titulado TV (The Book) como la 22ª mejor serie de televisión estadounidense de todos los tiempos, afirmando que «Bob Esponja es una obra maestra absurdista que Salvador Dalí y Groucho Marx habrían visto juntos en sus chaquetas de fumar».

## Legado

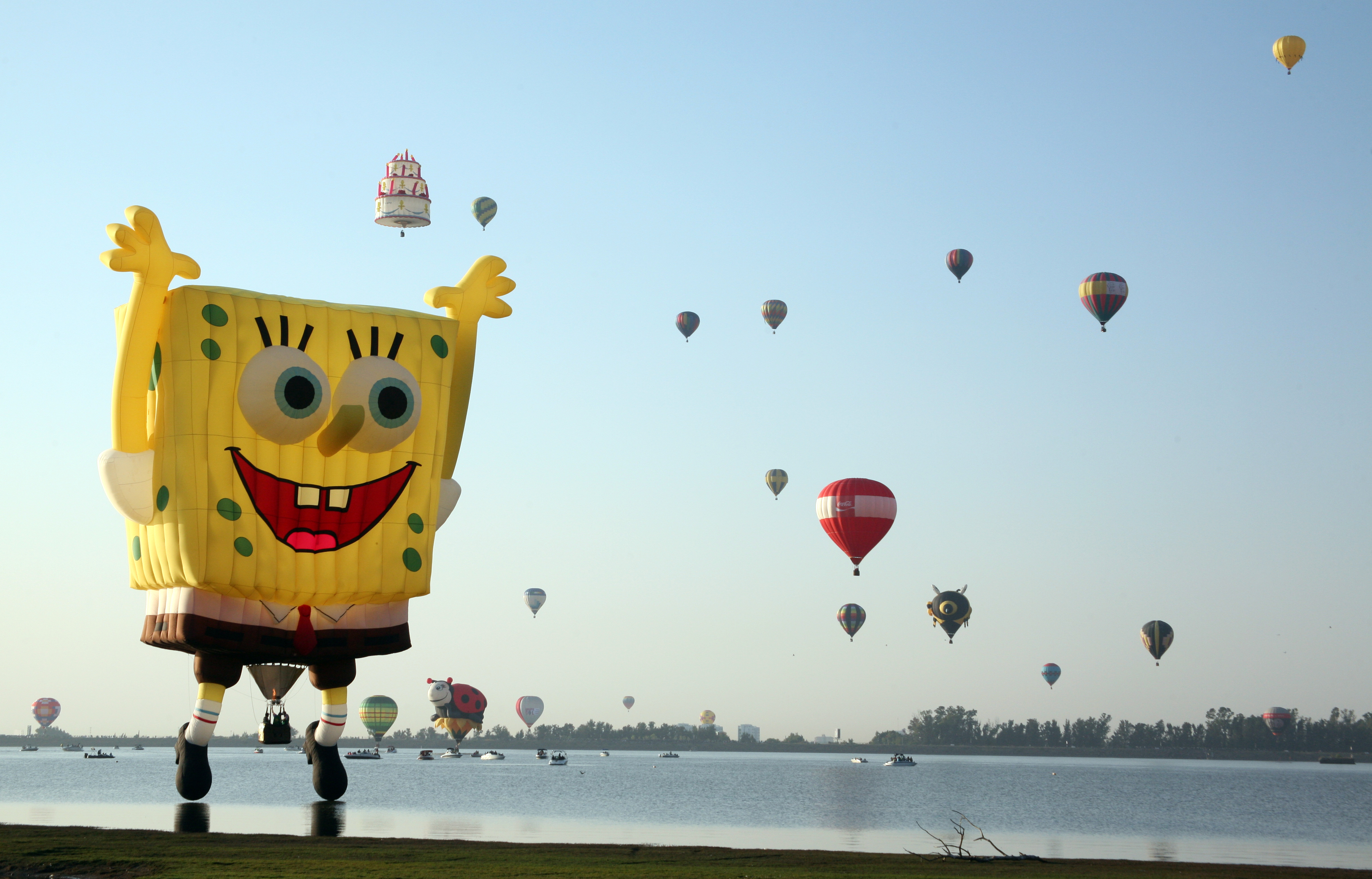
Globo de Bob Esponja en el festival de globos aerostáticos de León, Guanajuato, México, en noviembre de 2010.

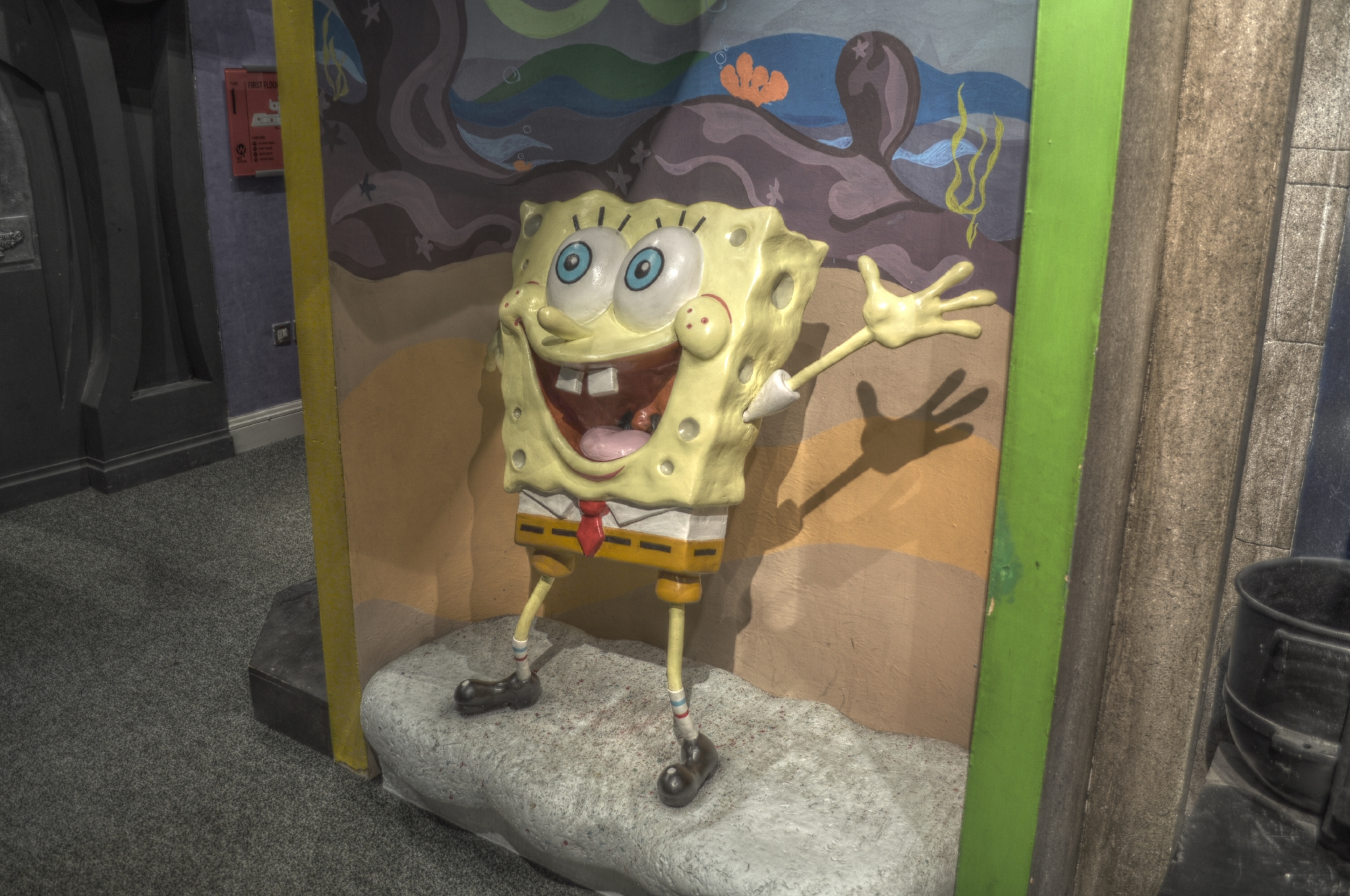
Estatua de cera de Bob Esponja, en el Museo Nacional de Cera Plus de Dublín (Irlanda).

En julio de 2009, el museo de cera Madame Tussauds de Nueva York presentó una escultura de cera de Bob Esponja para celebrar el décimo aniversario de la serie. Bob Esponja se convirtió en el primer personaje de animación esculpido íntegramente en cera.
El personaje también se ha convertido en tendencia en Egipto, en la plaza Tahrir de El Cairo. Tras la revolución egipcia de 2011, Bob Esponja se convirtió en un fenómeno de la moda, apareciendo en diversos artículos de comercialización, desde hiyabs hasta calzoncillos. El fenómeno llevó a la creación del proyecto de Tumblr «Bob Esponja en el Nilo». El proyecto fue fundado por los estudiantes estadounidenses Andrew Leber y Elisabeth Jaquette e intenta documentar cada aparición de Bob Esponja en Egipto. Sherief Elkeshta citó el fenómeno en un ensayo sobre el incoherente estado de la política en Egipto en un periódico mensual independiente titulado Midan Masr. Escribió: «¿Por qué no está [Bob Esponja] al menos sosteniendo un cóctel molotov? ¿O levantando el puño?». El fenómeno se ha extendido incluso a Libia, donde un rebelde libio vestido de Bob Esponja fue fotografiado celebrando la revolución. Aunque The Guardian y Vice han afirmado que la tendencia tiene poca o ninguna importancia política, se han emprendido campañas presidenciales «de broma» para Bob Esponja en Egipto y Siria.
En febrero de 2013 se publicó en YouTube un vídeo en el que soldados del ejército y la armada rusos cantan el tema de Bob Esponja mientras marchan. Según el sitio web que subió el vídeo, se trata de una de las «canciones de marcha más populares» en el ejército ruso. El vídeo obtuvo casi 50 000 visitas en su primera semana.
Tras la muerte de Hillenburg en noviembre de 2018, más de 1,2 millones de fans firmaron una petición para que la National Football League interpretara en su honor la canción «Sweet Victory», del episodio de la segunda temporada «Band Geeks», en el espectáculo del descanso de la Super Bowl LIII. La cuenta de Twitter del Mercedes-Benz Stadium de Atlanta, sede del espectáculo, tuiteó en diciembre un GIF de Bob Esponja bailando en «Band Geeks». Maroon 5, que actuaba en el partido, incluyó un breve clip de Bob Esponja en un vídeo de adelanto, lo que hizo creer a los fanáticos que interpretarían la canción. Aunque al final se incluyó el comienzo de la canción, sirvió de transición al set del artista Travis Scott, lo que decepcionó a muchos fanáticos. En respuesta a la decepción de los aficionados por no escuchar la canción «Sweet Victory» completa durante el espectáculo del descanso de la Super Bowl LIII, los Dallas Stars de la [{National Hockey League|Liga Nacional de Hockey]] mostraron un clip de la canción «Sweet Victory» completa durante un partido en el American Airlines Center. En el clip, los uniformes de la banda de los Stars se tiñen de verde.
Se han bautizado varias especies de organismos en referencia a Bob Esponja. En mayo de 2011, se describió una nueva especie de hongo, Spongiforma squarepantsii, que recibió el nombre del personaje principal de la serie. En 2019, una especie de esponja marina, Clathria hillenburgi, fue nombrada en honor a Hillenburg, haciendo referencia también a su creación de Bob Esponja. En 2020, se describió una especie de estrella de mar abisal, Astrolirus patricki, a la que se dio el nombre de Patricio Estrella; se descubrió que los individuos de esta especie estaban estrechamente asociados con esponjas hexactinélidas, por lo que se le dio el nombre de Patricio en referencia a la amistad del personaje con Bob Esponja.
En honor a Stephen Hillenburg, el 1 de mayo de 2022 se publicó en Internet un proyecto de fanáticos sin ánimo de lucro titulado The SpongeBob SquarePants Movie Rehydrated. Consiste en una recreación de Bob Esponja: la película reanimada por trescientos personas con música y diálogos regrabados. En medio del estreno en YouTube, el vídeo fue retirado por Paramount Global debido a las leyes de derechos de autor. Como resultado, el hashtag #JusticeForSpongeBob se convirtió en tendencia en Twitter contra la acción de Paramount. El vídeo fue restaurado al día siguiente.

## Críticas

### Controversias

#### Sexualidad
En 2005, un grupo evangélico de Estados Unidos atacó un vídeo en Internet que mostraba fragmentos de Bob Esponja y otros programas infantiles al ritmo de la canción de Sister Sledge «We Are Family» para promover la diversidad y la tolerancia. Consideraban que se utilizaba a Bob Esponja para «hacer apología de la homosexualidad». James Dobson de Enfoque a la Familia, acusó al vídeo de promover la homosexualidad porque estaba patrocinado por un grupo pro-tolerancia. El incidente suscitó la pregunta de si Bob Esponja es gay. Aunque el personaje ha gozado de popularidad entre los espectadores homosexuales, Stephen Hillenburg, creador de la serie, ya había negado tres años antes que Bob Esponja fuera gay, aclarando entonces que consideraba al personaje «algo asexual». Tras los comentarios de Dobson, Hillenburg se reafirmó en su postura, afirmando que la preferencia sexual no juega ningún papel en lo que están «intentando hacer» con la serie. Tom Kenny y otros miembros de la producción estaban consternados por el asunto. Dobson dijo más tarde que sus comentarios fueron sacados de contexto, y que sus quejas originales no eran contra Bob Esponja, el vídeo o cualquiera de los personajes del vídeo, sino más bien contra la organización que patrocinó el vídeo, la We Are Family Foundation. Dobson dijo que habían publicado material pro-gay en su sitio web, pero que luego lo retiraron. Tras la polémica, John H. Thomas, ministro general y presidente de la Iglesia Unida de Cristo, declaró que acogerían a Bob Esponja en su ministerio. Dijo: «Jesús no rechazó a la gente. Nosotros tampoco».
El teórico queer Jeffery P. Dennis, autor del artículo «Queertoons», argumentó que Bob Esponja y Arenita no están románticamente enamorados, pero añadió que creía que Bob Esponja y Patricio «están emparejados con una intensidad erótica discutible». Martin Goodman de Animation World Magazine, calificó de «interesantes» los comentarios de Dennis sobre Bob Esponja y Patricio. El sitio web ucraniano Family Under the Protection of the Holy Virgin, calificado de grupo «católico marginal» por The Wall Street Journal, criticó a Bob Esponja por su supuesta «promoción de la homosexualidad». El grupo pretendía que se prohibiera la serie, junto con otras series infantiles populares. La Comisión Nacional de Expertos de Ucrania para la Protección de la Moral Pública examinó el asunto en agosto de 2012. Las preguntas sobre la sexualidad de Bob Esponja resurgieron en 2020 después de que la cuenta oficial de Nickelodeon en Twitter publicara una imagen del personaje, con los colores del arco iris y un texto celebrando a la comunidad LGBTQ+ y sus aliados durante el Mes del Orgullo. Aunque el post no hacía ninguna afirmación sobre la orientación sexual de Bob Esponja, numerosos usuarios respondieron en las redes sociales, afirmando que ya tenían sus sospechas de que podría ser gay o reafirmando la descripción de Hillenburg sobre la asexualidad.
En abril de 2009, Burger King lanzó un anuncio de Bob Esponja con una parodia de la canción «Baby Got Back» de Sir Mix-a-Lot. La Campaña por una Infancia Libre de Anuncios protestó contra el anuncio por sexista e inapropiadamente sexual, sobre todo teniendo en cuenta que entre los seguidores de Bob Esponja hay niños pequeños. En declaraciones oficiales publicadas por Burger King y Nickelodeon, ambas empresas afirmaron que la campaña estaba dirigida a los padres.

#### Otros
Un estudio realizado en 2011 en la Universidad de Virginia, publicado en la revista Pediatrics, sugirió que permitir que el público en edad preescolar viera la serie provocaba alteraciones a corto plazo en la función mental y la capacidad de atención debido a los frecuentes cambios de plano, en comparación con los grupos de control que veían Caillou y hacían dibujos. Un ejecutivo de Nickelodeon respondió en una entrevista que la serie no estaba destinada a un público de esa edad y que el estudio utilizaba «una metodología cuestionable y no podía sentar las bases de ninguna conclusión válida en la que los padres pudieran confiar».
Varios episodios de la serie también han sido objeto de polémica. En un informe titulado «Wolves in Sheep's Clothing», que documenta el aumento de contenidos potencialmente violentos, profanos y sexuales en la programación infantil, el Parents Television Council, un grupo de vigilancia de los medios de comunicación, afirmó que el episodio de la segunda temporada «Sailor Mouth» era un intento implícito de promover y satirizar el uso de blasfemias entre los niños. «SpongeBob's Last Stand» (séptima temporada) y «Selling Out» (cuarta temporada) han sido acusadas de promover el ecologismo y la política de izquierdas por su imagen negativa de las grandes empresas, lo que les ha valido las críticas de algunos miembros de la derecha política. «Bob Esponja, estás despedido» (novena temporada) causó una amplia controversia y suscitó un debate político sobre su representación del desempleo. Después de que Fox News y el New York Post comentaran el episodio, Media Matters for America acusó a ambas organizaciones de utilizarlo para «atacar la red de seguridad social». Esta afirmación fue secundada por Al Sharpton, quien afirmó que el «nuevo héroe» de los conservadores es «una esponja que vive en una piña bajo el mar». En 2014, Zabira Orazalieva, presidenta del Comité para la Protección de los Derechos del Niño en Kazajistán, consideró la serie demasiado violenta para los niños, tachando al personaje titular de «gamberro ensimismado». que «inflige regularmente violencia a otras personas de su comunidad y parece disfrutar con lo que hace».
En 2019, la profesora de la Universidad de Washington Holly M. Barker afirmó que la serie promueve el colonialismo «violento y racista», ya que Fondo de Bikini debe su nombre al atolón de Bikini, un lugar donde los nativos fueron reasentados por el gobierno estadounidense para realizar pruebas nucleares. Barker también señaló la supuesta apropiación cultural de la cultura del Pacífico en el programa. A causa de ese contenido, los niños «se han aculturado a una ideología que incluye al personaje estadounidense Bob Esponja residiendo en la patria de otro pueblo», según Barker. ViacomCBS acabó retirando de la circulación en marzo de 2021 el episodio «Mid-Life Crustacean» (tercera temporada), emitido por primera vez en 2003, presumiblemente debido a su final en el que Bob Esponja, Patricio y Mr. Krabs participan en un asalto a unas bragas. «Determinamos que algunos elementos de la historia no eran apropiados para niños», declaró un representante de Nickelodeon. El estreno de un episodio posterior, «Kwarantined Krab» (temporada 12), se retrasaría dos años por sus similitudes con la pandemia de COVID-19.

### Percepción de pérdida de calidad
Varios medios de comunicación, como MSN, The A.V. Club y Vulture, han informado de que la popularidad de Bob Esponja disminuyó tras el estreno de la película de 2004 y la marcha de Hillenburg como director. En 2012, MSN citó un post en Encyclopedia SpongeBobia, una wiki alojada en Fandom, que decía que muchos fanáticos sentían que la serie había «saltado el tiburón» tras el estreno de Bob Esponja: la película y que los sitios de fanáticos en línea se estaban quedando «desiertos».
A partir de 2011, los episodios producidos desde la primera película han sido clasificados de diversas maneras por DVD Talk y DVD Verdict como «tediosos», «aburrido» y «basura», una «deprimente meseta de mediocridad», y «de risa». En 2018, Vulture señaló que los memes online más populares de la serie solían centrarse en episodios de las tres primeras temporadas. Ese mismo año, The A.V. Club escribió que, a medida que la serie avanzaba, «[se] inclinó con fuerza hacia el humor físico para niños y los momentos asquerosos que no atraían a nadie en particular».
Nickelodeon se enfrentó a las críticas de los aficionados y de antiguos empleados como Paul Tibbitt cuando la cadena dio luz verde a las serie derivadas tras la muerte de Hillenburg, quien había expresado previamente sus dudas sobre la posibilidad de derivar de la serie madre. «La serie gira en torno a Bob Esponja, él es el elemento central, y se trata de cómo se relaciona con los demás personajes», declaró Hillenburg a Television Business International. «Patricio por sí solo podría ser un poco demasiado. Así que no veo ningún spin-off».

## Franquicia

### Series derivadas

#### Kamp Koral: SpongeBob's Under Years
El 14 de febrero de 2019, se anunció que una serie derivada de Bob Esponja estaba en desarrollo, y el 4 de junio se reveló el título de Kamp Koral. La trama se centra en un Bob Esponja de 10 años y sus amigos en el campamento titular situado en el Bosque de Algas, donde pasan el verano atrapando medusas, haciendo hogueras y nadando en el lago Yuckymuck. Sirve de complemento a la película de animación The SpongeBob Movie: Sponge on the Run. La producción de la serie comenzó en junio de 2019.
El jefe de animación de Nickelodeon, Ramsey Naito, dijo de la serie: «Bob Esponja tiene un universo increíble para expandir y la luz verde para Kamp Koral es un testimonio de la fuerza y la longevidad de estos personajes conocidos y amados por generaciones de fans en todo el mundo». Al igual que Bob Esponja, la serie está producida conjuntamente por Marc Ceccarelli, Jennie Monica y Vincent Waller. Kamp Koral se produce utilizando animación por ordenador en lugar de la animación digital de tinta y pintura utilizada para Bob Esponja.
El 19 de febrero de 2020, se anunció que la serie se estrenaría en julio de 2020, con el título oficial Kamp Koral: SpongeBob's Under Years. También estaba previsto que la serie se estrenara en CBS All Access (ahora Paramount+), el servicio de streaming de ViacomCBS, a principios de 2021. La serie se estrenó oficialmente el 4 de marzo de 2021.

#### The Patrick Star Show
El 10 de agosto de 2020, se informó de que un programa de entrevistas de Patricio Estrella titulado The Patrick Star Show estaba en desarrollo con una orden de 13 episodios. Además, se informó de que el programa sería similar a otros programas de entrevistas como The Larry Sanders Show y Comedy Bang! Bang!. La serie se estrenó en Nickelodeon el 9 de julio de 2021, y la serie estará disponible en Paramount+ más adelante.

### Super Bowl
Tras la muerte de Hillenburg, surgió una petición en Internet para que la canción «Sweet Victory» de David Glen Eisley —que aparecía en el episodio «Band Geeks», en el que seguía a Calamardo Tentáculos mientras organizaba un conjunto para actuar en el espectáculo del descanso de la «Bubble Bowl»— se interpretara en el espectáculo del descanso de la Super Bowl LIII. Para el 24 de diciembre de 2018, la petición en Change.org tenía más de un millón de firmas, y la cuenta de Twitter del Mercedes-Benz Stadium, sede del evento, también reconoció la campaña. Durante el espectáculo del descanso, se utilizó una breve animación en la que aparecían Calamardo, Mr. Krabs, Doña Puff, Bob Esponja y Patricio Estrella, así como imágenes de la banda de Fondo de Bikini del episodio, para presentar a Travis Scott en su actuación de «Sicko Mode». Según el animador Nico Colaleo, la animación se completó en pocos días.
El 1 de agosto de 2023, CBS Sports anunció que realizaría una retransmisión alternativa orientada a los jóvenes de la Super Bowl LVIII en Nickelodeon, la primera retransmisión de este tipo para una Super Bowl. Bajo el título Super Bowl LVIII: Live from Bikini Bottom, la emisión incorporó efectos y funciones de realidad aumentada con temática de Bob Esponja (además de los vistos en partidos anteriores emitidos por la cadena), y apariciones de personajes de la serie (Bob Esponja y Patricio actuaron como «analistas» junto a los locutores Noah Eagle y Nate Burleson, y Arenita Mejillas asumió las funciones de «reportera de banda»).

### Cómics
La serie bimestral de cómics de 32 páginas, SpongeBob Comics, se anunció en noviembre de 2010 y se estrenó el mes de febrero siguiente. Antes de esto, los cómics de Bob Esponja se publicaban en la Nickelodeon Magazine, y los episodios de la serie de televisión habían sido adaptados por Cine-Manga, pero SpongeBob Comics fue la primera serie de cómics estadounidense dedicada exclusivamente a Bob Esponja. También supuso el debut del creador, Stephen Hillenburg, como autor de cómics. La serie fue publicada por la productora de Hillenburg, United Plankton Pictures, y distribuida por Bongo Comics Group. Hillenburg describió las historias de los cómics como «originales y siempre fieles al humor, los personajes y el universo de la serie Bob Esponja». En vísperas del lanzamiento de la serie, Hillenburg dijo: «Espero que los fanático disfruten teniendo por fin un cómic mío de Bob Esponja».
Chris Duffy, antiguo redactor jefe de Nickelodeon Magazine, es el redactor jefe de SpongeBob Comics. Hillenburg y Duffy se reunieron con varios dibujantes —entre ellos James Kochalka, Hilary Barta, Graham Annable, Gregg Schigiel y Jacob Chabot— para colaborar en cada número. El guionista y dibujante de cómics de terror retirado Stephen R. Bissette volvió para escribir un número especial de Halloween en 2012, con Tony Millionaire y Al Jaffee. En una entrevista con Tom Spurgeon, Bissette dijo: «Incluso he interrumpido mi jubilación para hacer un trabajo por encargo [para SpongeBob Comics] para poder compartir todo sobre ese tipo de trabajo actual».
En el Reino Unido, Titan Magazines publicó cómics basados en Bob Esponja cada cuatro semanas a partir del 3 de febrero de 2005, hasta el 28 de noviembre de 2013. Titan Magazines también se ha asociado con Lego para publicar una edición limitada de un cómic sobre Bob Esponja.

### Películas
Paramount Pictures y Nickelodeon Movies produjeron Bob Esponja: la película, una adaptación cinematográfica animada de la serie estrenada el 19 de noviembre de 2004. La película fue dirigida por Hillenburg y escrita por los guionistas de la serie Derek Drymon, Tim Hill, Kent Osborne, Aaron Springer, Paul Tibbitt y Hillenburg. Él y Julia Pistor produjeron la película, mientras que Gregor Narholz compuso la banda sonora. La película trata del malvado plan de Plankton para robar la corona del Rey Neptuno y enviarla a Ciudad Almeja. Bob Esponja y Patricio deben recuperarla y salvar la vida de Mr. Krabs de la balsa de Neptuno y su hogar, Fondo de Bikini, del plan de Plankton. Cuenta con las apariciones de Jeffrey Tambor como el Rey Neptuno, Scarlett Johansson como la hija del Rey, Mindy, Alec Baldwin como Dennis, y David Hasselhoff como él mismo, y recibió una acogida positiva por parte de la crítica, recaudó más de 140 millones de dólares en todo el mundo. Se estrenaron tres películas para televisión: SpongeBob's Atlantis SquarePantis en 2007, Atrapados en el congelador en 2009 y SpongeBob's Big Birthday Blowout en 2019.
Una secuela de la película de 2004, Bob Esponja: Un héroe fuera del agua, se estrenó en cines el 6 de febrero de 2015. Los principales miembros del reparto de la serie volvieron a interpretar sus papeles. Las partes subacuáticas están animadas al estilo tradicional de la serie, mientras que las de acción real utilizan animación CGI con los personajes de Bob Esponja. La película cuenta con un presupuesto similar al de la película anterior y su producción costó menos de 100 millones de dólares.
El 30 de abril de 2015, Viacom anunció que se estaba desarrollando una tercera película. En abril de 2018, Tim Hill fue nombrado director y se reveló el título original de la película, It's a Wonderful Sponge. Paramount programó originalmente una fecha de estreno para el 17 de julio de 2020, adelantándola posteriormente al 22 de mayo de 2020. En octubre de 2018, se anunció que la película será una historia de origen sobre cómo Bob Esponja llegó a Fondo de Bikini y cómo consiguió sus pantalones cuadrados. Casi al mismo tiempo, se anunció que Hans Zimmer compondrá la música. El primer póster junto con un cambio de título a Sponge on the Run se reveló el 12 de noviembre de 2019, y el primer tráiler se publicará el 14 de noviembre. La película se retrasó posteriormente al 31 de julio de 2020 (y más tarde al 7 de agosto de 2020) debido a la pandemia de COVID-19. El estreno mundial en cines de la película se canceló posteriormente en junio de 2020 y se anunció que se estrenaría en los cines canadienses el 14 de agosto de 2020, seguido de un lanzamiento en vídeo premium bajo demanda antes de dirigirse a Paramount+ a principios de 2021. El 28 de enero de 2021, se anunció que la película se estrenaría en el servicio el 4 de marzo de 2021.

#### Próximas
A principios de marzo de 2020, ViacomCBS anunció que produciría dos películas spin-off basadas en la serie para Netflix. En febrero de 2022, se reveló que estos planes habían sido revisados a tres películas spin-off de personajes. La primera película derivada del personaje, Saving Bikini Bottom: The Sandy Cheeks Movie, se estrenó el 2 de agosto de 2024. Antes de su estreno, la película completa se filtró el 21 de enero de 2024 como un vídeo subido a X (el sitio web antes conocido como Twitter).
En agosto de 2021, Brian Robbins, CEO de Nickelodeon, declaró que una nueva película teatral de Bob Esponja está «en marcha». La cuarta película principal de Bob Esponja, The SpongeBob Movie: Search for SquarePants, se iba estrenar el 23 de mayo de 2025, pero posteriormente se retrasó al 19 de diciembre de ese año, ya que Mission: Impossible - The Final Reckoning tomó su fecha anterior debido a la huelga SAG-AFTRA de 2023.

### Música

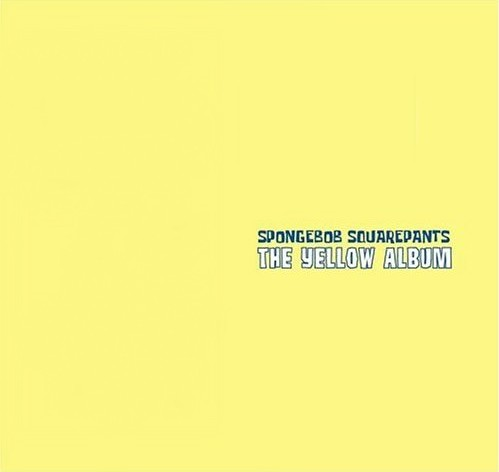
Portada del Álbum Amarillo

Se han publicado recopilaciones de música original de la serie en los álbumes SpongeBob SquarePants: Original Theme Highlights (2001), SpongeBob's Greatest Hits (2009) y The Yellow Album (2005). Los dos primeros alcanzaron los puestos 171 y 122, respectivamente, en la lista Billboard 200 de Estados Unidos.
Varias canciones se han grabado con el propósito de lanzar un sencillo o un álbum y no han aparecido en el programa. La canción «My Tighty Whiteys», escrita por Tom Kenny y Andy Paley, sólo se publicó en el álbum The Best Day Ever (2006). La inspiración de Kenny para la canción fue el «humor de ropa interior», diciendo: «El humor de la ropa interior siempre hace reír a los niños... El simple hecho de ver a un personaje tan extraño llevando ropa interior prosaica, normal, de Kmart, de tres en un paquete, es un dibujo divertido... Nos pareció divertido hacer una canción de amor realmente exuberante y hermosa a su ropa interior».
En noviembre de 2004 se publicó un álbum con la banda sonora de la película, 'The SpongeBob SquarePants Movie - Music from the Movie and More, que incluía la banda sonora de la película. Varios artistas, entre ellos los Flaming Lips, Wilco, Ween, Motörhead, the Shins, y Avril Lavigne contribuyeron a la banda sonora, que alcanzó el número 76 en el Billboard 200 estadounidense.

### Atracciones de parques temáticos

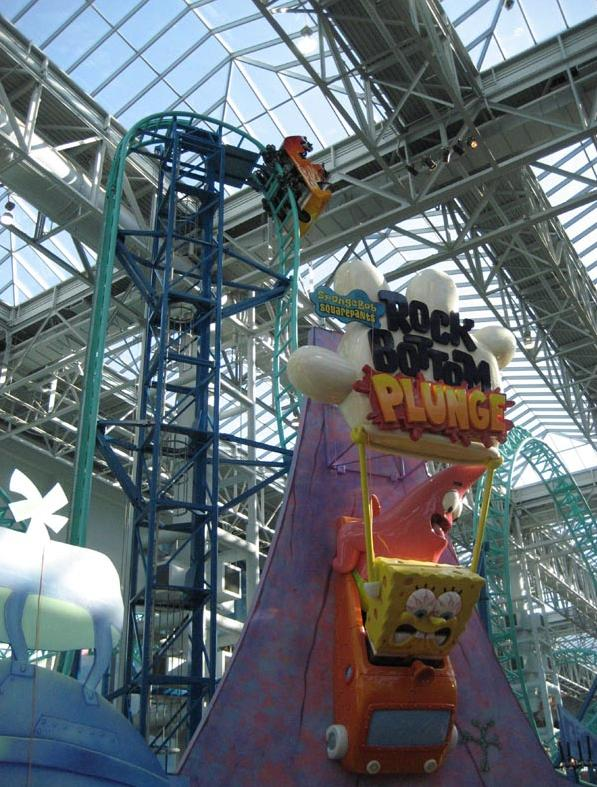
Entrada y ascensor de la atracción Rock Bottom Plunge de Bob Esponja en el Mall of America

La película y la atracción en 4D de Bob Esponja se estrenaron en varios lugares, como Six Flags Over Texas, Flamingo Land Resort y el Shedd Aquarium. La atracción cuenta con chorros de agua, burbujas reales y otras mejoras sensoriales. En 2012, Nickelodeon se asoció de nuevo con SimEx-Iwerks Entertainment y Super 78 para producir SpongeBob SquarePants 4-D: The Great Jelly Rescue. La atracción se inauguró a principios de 2013 en el Mystic Aquarium & Institute for Exploration. También se instaló en el Nickelodeon Suites Resort Orlando de Orlando (Florida). La película de siete minutos sigue a Bob Esponja, Patricio y Arenita rescatando a las medusas de los Campos de Medusas de las malvadas garras de Plankton. El 23 de mayo de 2015, se inauguró en Texas un espectáculo interactivo en 3D titulado SpongeBob SubPants Adventure en Moody Gardens. El espectáculo fue sustituido por un retema genérico de «20.000 leguas de viaje submarino» en 2019. En 2024 se inauguró en el Circus Circus Resort de Las Vegas (Nevada) una atracción oscura titulada SpongeBob's Crazy Carnival Ride.
Actualmente hay varias atracciones relacionadas con Bob Esponja en las zonas temáticas de Nickelodeon en Movie Park Germany, Pleasure Beach Blackpool, SeaWorld, American Dream Meadowlands y Mall of America, que incluye la montaña rusa de lucha europea SpongeBob SquarePants Rock Bottom Plunge.

### Videojuegos
Se han producido numerosos videojuegos basados en la serie. Algunos de los primeros juegos son: Legend of the Lost Spatula (2001) y SpongeBob SquarePants: Battle for Bikini Bottom (2003). En 2013, Nickelodeon publicó y distribuyó SpongeBob Moves In, una aplicación freemium de construcción de ciudades desarrollada por Kung Fu Factory para iOS y Android. El 5 de junio de 2019, THQ Nordic anunció Bob Esponja: Battle for Bikini Bottom – Rehydrated, un remake completo de las versiones para consola del juego original de 2003. El juego salió a la venta un año después, el 23 de junio de 2020 e incluye contenido recortado del juego original. En 2021, EA Sports introdujo un nivel con temática de Bob Esponja en la sección Yard de su videojuego Madden NFL 21. El 17 de septiembre de 2021, THQ Nordic anunció SpongeBob SquarePants: The Cosmic Shake, un nuevo juego original basado en la franquicia. Se lanzó para Nintendo Switch, PlayStation 4, Windows y Xbox One el 31 de enero de 2023.

### SpongeBob SquareShorts
Nickelodeon lanzó el primer concurso mundial de cortometrajes con temática de Bob Esponja, SpongeBob SquareShorts: Original Fan Tributes, en 2013. El concurso animaba a fanáticos y cineastas de todo el mundo a crear cortometrajes originales inspirados en Bob Esponja para tener la oportunidad de ganar un premio y un viaje para cuatro personas a una proyección en Hollywood. El concurso se abrió el 6 de mayo y se prolongó hasta el 28 de junio de 2013. El 19 de julio de 2013, Nickelodeon anunció los finalistas del concurso. El 13 de agosto de 2013, la categoría de menores de 18 años fue ganada por David, de Estados Unidos, por su The Krabby Commercial, mientras que el corto Finally Home de Nicole, de Sudáfrica, ganó la categoría de mayores de 18 años.

### Teatro
Bob Esponja fue adaptado como musical en 2016 por la directora Tina Landau. SpongeBob SquarePants, The Broadway Musical se estrenó en Chicago en 2016 y se estrenó en Broadway en el Palace Theatre el 4 de diciembre de 2017. El musical se estrenó con gran éxito de crítica, y empató como la producción más nominada en la 72 edición de los Premios Tony 2018 con doce nominaciones a los Tony.

## Mercancía
La popularidad de Bob Esponja inspiró productos como camisetas y pósters. En 2009, se informó de que la franquicia había generado unos ingresos estimados de 8.000 millones de dólares en comercialización para Nickelodeon. La serie es también la propiedad más distribuida de Paramount Media Networks. Bob Esponja se ve en 170 países, habla 24 idiomas y se ha convertido en «una aplicación de comercialización revolucionaria». El personaje del título y sus amigos han servido de tema para ediciones especiales de conocidos juegos de mesa familiares, como el Monopoly, Life, y Operation, así como una edición de Bob Esponja de Ants in the Pants, y Yahtzee.
En 2001, Nickelodeon firmó un acuerdo de comercialización con Target Corporation y Burger King, ampliando su comercialización. La popularidad de Bob Esponja se ha traducido en ventas. En 2002, los muñecos de Bob Esponja se vendían a un ritmo de 75 000 por semana, más rápido que Tickle Me Elmo en ese momento. Bob Esponja ha ganado popularidad en Japón, concretamente entre las mujeres japonesas. La empresa matriz de Nickelodeon, Viacom, dirigió a propósito su mercadotecnia a las mujeres de ese país. Al principio, los escépticos dudaban de que pudiera ser popular en Japón, ya que el diseño del personaje es muy diferente de los ya populares diseños de Hello Kitty y Pikachu. Los índices de audiencia y las ventas de productos demostraron que ha calado entre los padres y el público universitario. En una promoción de 2013, el sitio web orientado a universitarios Music.com regaló 80 000 camisetas de Bob Esponja, cuatro veces más que durante una promoción similar de South Park de Comedy Central.
Los restaurantes de comida rápida de muchas partes del mundo, como Burger King en Europa y Norteamérica, Wendy's en Norteamérica y Hungry Jack's en Australia, han lanzado platos infantiles. En el verano de 2007 se lanzó en Europa y otros mercados internacionales un Happy Meal de McDonald's con cajas y juguetes de Bob Esponja. En Australia, el anuncio del Happy Meal de Bob Esponja de McDonald's ganó el premio Pester Power Award porque incitaba a los niños pequeños a querer su comida por el juguete gratis. En marzo de 2004, 7-Eleven sacó a la venta una edición limitada de la bebida Under-the-Sea Pineapple Slurpee, con motivo del lanzamiento en DVD de Bob Esponja: la película. Pirate's Booty puso a la venta en 2013 una edición limitada de los aperitivos Pirate's Booty de Bob Esponja.
En 2007, Imation Electronics Products presentó productos electrónicos de gama alta con temática de Bob Esponja bajo la marca Npower, como reproductores MP3, cámaras digitales, un reproductor de DVD y un televisor de pantalla plana. En 2007 empezaron a aparecer imágenes de Bob Esponja en las etiquetas de las latas de 8 onzas de judías verdes cortadas Green Giant y en los paquetes de judías verdes congeladas Green Giant con salsa de mantequilla, que llevaban pegatinas gratuitas. Esto formaba parte de una iniciativa para animar a los niños a comer verdura. Simmons Jewelry Co. lanzó un colgante de diamantes de 75 000 dólares como parte de una colección de Bob Esponja. En Nueva Zelanda, Beechdean Group, con sede en el Reino Unido, presentó el helado de vainilla de Bob Esponja en el marco de un acuerdo de licencia con Nickelodeon. NZ Drinks lanzó el agua embotellada de Bob Esponja.
Build-A-Bear Workshop presentó la nueva colección de Bob Esponja en tiendas y online en Norteamérica el 17 de mayo de 2013. Los compradores pueden vestir a sus peluches de Bob Esponja y Patricio con una gran variedad de ropa y accesorios. Sandy Cheeks y Gary el Caracol también están disponibles como minis de peluche. Las tiendas Build-A-Bear Workshop de todo el país celebraron la llegada de Bob Esponja con una serie de eventos especiales del 17 al 19 de mayo. El 13 de julio de 2013, Toyota, junto a Nickelodeon, presentó un Toyota Highlander inspirado en Bob Esponja. El Toyota Highlander 2014 se presentó el Día de Bob Esponja en el partido de los Padres contra los Gigantes de San Diego. El Toyota Highlander de Bob Esponja visitó siete localidades estadounidenses durante su lanzamiento, incluido el Nickelodeon Suites Resort Orlando en Florida.
En abril de 2019, Nickelodeon lanzó una serie de juguetes adaptados de varios memes de Bob Esponja en Internet. Estos incluían «Calamardo Guapo», «Bob Esponja Imaginaaation», «Bob Esponja Burlón», «SpongeGar» y «Patricio Sorprendido». Poco después del lanzamiento de la línea, la mayoría de los juguetes se agotaron en Amazon.com. Bob Esponja también ha aparecido como personaje invitado en múltiples videojuegos, principalmente los basados en Nickelodeon, como las franquicias Nicktoons Unite! y Nickelodeon All-Star Brawl, y un juego cruzado con la MLB titulado Nicktoons MLB. Además, ha habido skins de Bob Esponja en juegos para móviles, como Stumble Guys y Brawl Stars.
En 2024, Nickelodeon colaboró con varios restaurantes locales y la cadena de comida rápida Wendy's para crear las comidas Krabby Patty Kollab, incluyendo una recreación de la Cangreburguer (que no era más que las hamburguesas de Dave de Wendy's con salsa especial) y varios artículos de comida con temática de Bob Esponja, incluyendo un Frosty de Piña Bajo el Mar de Wendy's, junto con artículos especializados en restaurantes locales selectos de todo el país. Aunque la promoción fue popular, también fue criticada por ir supuestamente en contra de los deseos del creador Stephen Hillenburg de no vender comida rápida temática basada en la propiedad.
El 25 de octubre de 2024, como parte de las múltiples revelaciones en el evento MagicCon Las Vegas de ese año, Wizards of the Coast anunció que se lanzaría una Guarida Secreta temática de Bob Esponja para Magic: El encuentro (Guarida Secreta es la etiqueta para las cartas especiales de edición limitada para el juego). Actualmente no se sabe mucho más, aparte de que saldrá en 2025. El 5 de diciembre de 2024, la marca de ropa Uniqlo anunció una colaboración con diseños inspirados en Bob Esponja con la marca de ropa de calle Cactus Plant Flea Market. Su lanzamiento está previsto para el 12 de diciembre.